# Liste der denkmalgeschützten Objekte in Klosterneuburg
Die Liste der denkmalgeschützten Objekte in Klosterneuburg enthält die 189 denkmalgeschützten, unbeweglichen Objekte der niederösterreichischen Stadtgemeinde Klosterneuburg im Bezirk Tulln.

## Denkmäler
| Foto  |                 | Denkmal | Standort                                                        | Beschreibung | Metadaten |
| ----- | --------------- | --- | --------------------------------------------------------------- | --- | --- |
| ja    | Datei hochladen | NÖ Landeskrankenhaus für Neurologie und Psychiatrie HERIS-ID: 8732 Objekt-ID: 4691                                                 | Am Campus 1, Objekt 3 (Verwaltungsgebäude) Standort KG: Gugging | Die 1885 gegründete Klinik wurde um 1909 unter Mitwirkung von Carlo von Boog im Pavillonsystem ausgebaut. Die zwei- bis viergeschoßigen Trakte zeigen zum Teil späthistoristisch-neobarockes Fassadendekor. Zum Schutzobjekt gehört ferner die ehemalige Anstaltskapelle (Lage). | BDA-Hist.: Q38016660 Status: § 2a Stand der BDA-Liste: 2025-06-30 Name: NÖ Landeskrankenhaus für Neurologie und Psychiatrie GstNr.: 297/1, 288/13 Ehemaliges Landeskrankenhaus Gugging - Verwaltungsgebäude und Kapelle                                                    |
| ja    | Datei hochladen | Bildstock Glockenmarterl HERIS-ID: 8737 Objekt-ID: 4696                                                                            | bei Glockengasse 3 Standort KG: Gugging                         | Es handelt sich um einen hölzernen Glockenstuhl mit einem Blechpyramidendach (um 1900) und einem Tabernakelpfeiler (bezeichnet 1769). | BDA-Hist.: Q38016803 Status: § 2a Stand der BDA-Liste: 2025-06-30 Name: Bildstock Glockenmarterl GstNr.: 417/1 |
| ja BW | Datei hochladen | Bildstock Türkenmarterl HERIS-ID: 8735 Objekt-ID: 4694                                                                             | bei Hilbertpromenade 42 Standort KG: Gugging                    | Der mit 1683 bezeichnete quadratische, voluminöse Pfeiler wurde 1912 an den Standort an der Hauptstraße 2 versetzt und später (vor 2018, wann?) an den Standort bei der Abzweigung der Hilbertpromenade von der Hauptstraße. | BDA-Hist.: Q38016712 Status: § 2a Stand der BDA-Liste: 2025-06-30 Name: Bildstock Türkenmarterl GstNr.: 310/3 Türkenmarterl (Gugging) |
| ja    | Datei hochladen | Pfarrhof HERIS-ID: 8736 Objekt-ID: 4695                                                                                            | Hauptstraße 12 Standort KG: Gugging                             | Die kubische Villa mit Mittelrisalit wurde in der zweiten Hälfte des 19. Jahrhunderts erbaut. | BDA-Hist.: Q38016723 Status: § 2a Stand der BDA-Liste: 2025-06-30 Name: Pfarrhof GstNr.: 63/5 Pfarrhof (Gugging) |
| ja    | Datei hochladen | Niederösterreichischer Landeskindergarten HERIS-ID: 8740 Objekt-ID: 4699                                                           | Hauptstraße 18 Standort KG: Gugging                             | Der 1900 errichtete kubische Bau weist secessionistischen Putzdekor auf. | BDA-Hist.: Q38017072 Status: § 2a Stand der BDA-Liste: 2025-06-30 Name: Niederösterreichischer Landeskindergarten GstNr.: 66/5 NÖ Landeskindergarten (Gugging) |
| ja    | Datei hochladen | Wallfahrtskirche Maria Königin der Engel, Maria Gugging HERIS-ID: 8733 Objekt-ID: 4692                                             | Hauptstraße 20 Standort KG: Gugging                             | Markant an dieser in den Jahren 1910 bis 1914 erbauten neoromanischen Pfarr- und Wallfahrtskirche ist der mächtige vorangestellte Südwestturm. | BDA-Hist.: Q2082379 Status: § 2a Stand der BDA-Liste: 2025-06-30 Name: Wallfahrtskirche Maria Königin der Engel, Maria Gugging GstNr.: 1/5 Pfarr- und Wallfahrtskirche Maria Gugging                                                                                       |
| ja    | Datei hochladen | Maria Lourdes-Grotte HERIS-ID: 8739 Objekt-ID: 4698                                                                                | Hauptstraße 134 Standort KG: Gugging                            | Eine Nachbildung der Mariengrotte von Lourdes am westlichen Ortsrand wurde in den Jahren von 1923 bis 1925 auf Anregung von Pater Caspar Hutter (1881–1957) errichtet. | BDA-Hist.: Q1872283 Status: § 2a Stand der BDA-Liste: 2025-06-30 Name: Maria Lourdes-Grotte GstNr.: 414/17 Lourdesgrotte, Wienerwald |
| ja    | Datei hochladen | Figurenbildstock Herz-Jesu-Figur HERIS-ID: 8734 Objekt-ID: 4693                                                                    | Hauptstraße 134, in der Nähe Standort KG: Gugging               | Die Herz-Jesu-Statue steht am Beginn der Allee zur Maria-Lourdes-Grotte. | BDA-Hist.: Q38016701 Status: § 2a Stand der BDA-Liste: 2025-06-30 Name: Figurenbildstock Herz-Jesu-Figur GstNr.: 414/7 Herz-Jesu-Statue (Gugging) |
| ja    | Datei hochladen | Bildstock Kreuzweg HERIS-ID: 8738 Objekt-ID: 4697                                                                                  | bei Hauptstraße 134 Standort KG: Gugging                        | Am Zugang zur Lourdesgrotte von der Hauptstraße errichtete 1936 die Kunstanstalt Bartolotti 15 Tabernakelpfeiler mit Rosenkranzreliefs. Am Beginn des Weges ist ein Monument Herz Jesu errichtet und am Ende eine Christophorusstatue aufgestellt. | BDA-Hist.: Q38016887 Status: § 2a Stand der BDA-Liste: 2025-06-30 Name: Bildstock Kreuzweg GstNr.: 414/6 Bildstock Kreuzweg (Gugging) |
| ja    | Datei hochladen | Bauernhaus, Postgebäude HERIS-ID: 8785 Objekt-ID: 4745seit 2017                                                                    | Hauptstraße 111 Standort KG: Höflein an der Donau               | Das Bauernhaus Hauptstraße 111 ist ein zweigeschoßiger Bau des 16. Jahrhunderts mit gestaffelter Front und Walmdach. | BDA-Hist.: Q38018167 Status: Bescheid Stand der BDA-Liste: 2025-06-30 Name: Bauernhaus, Postgebäude GstNr.: 145/2, 144/1 Hauptstraße 111, Höflein an der Donau |
| ja    | Datei hochladen | Aufnahmsgebäude Höflein an der Donau HERIS-ID: 60003 Objekt-ID: 71752                                                              | Hauptstraße 120 Standort KG: Höflein an der Donau               | Der Bau aus dem Jahr 1885 hat einen übergiebelten Mittelrisaliten. | BDA-Hist.: Q38089643 Status: Bescheid Stand der BDA-Liste: 2025-06-30 Name: Aufnahmsgebäude Höflein an der Donau GstNr.: 308 Aufnahmsgebäude Bahnhof Höflein an der Donau                                                                                                  |
| ja    | Datei hochladen | Pfarrhof HERIS-ID: 8786 Objekt-ID: 4746                                                                                            | Schulgasse 9 Standort KG: Höflein an der Donau                  | Der hakenförmige Bau entstand durch die Zusammenlegung von zwei Bauernhäusern 1781, weist aber eine Bausubstanz auf, die bis ins 16. Jahrhundert zurückreicht. | BDA-Hist.: Q38018199 Status: Bescheid Stand der BDA-Liste: 2025-06-30 Name: Pfarrhof GstNr.: 139 Pfarrhof Höflein an der Donau |
| ja    | Datei hochladen | Kath. Pfarrkirche hl. Margareta HERIS-ID: 8783 Objekt-ID: 4743                                                                     | Schulgasse 16 Standort KG: Höflein an der Donau                 | Die in dominanter Lage errichtete Burgkirche aus dem 12. Jahrhundert wurde 1682 erweitert und barockisiert. | BDA-Hist.: Q2082705 Status: § 2a Stand der BDA-Liste: 2025-06-30 Name: Kath. Pfarrkirche hl. Margareta GstNr.: 145/1, 145/2 Pfarrkirche Höflein an der Donau |
| ja    | Datei hochladen | Mesnerhaus HERIS-ID: 8787 Objekt-ID: 4747                                                                                          | Schulgasse 16 Standort KG: Höflein an der Donau                 | Der eingeschoßige Bau steht südwestlich der Kirche und ist durch einen Schwibbogen mit dieser verbunden. | BDA-Hist.: Q38018222 Status: Bescheid Stand der BDA-Liste: 2025-06-30 Name: Mesnerhaus GstNr.: 145/1 Mesnerhaus (Höflein an der Donau) |
| ja    | Datei hochladen | Figurenbildstock hl. Johannes Nepomuk HERIS-ID: 8784 Objekt-ID: 4744                                                               | Standort KG: Höflein an der Donau                               | Der Bildstock des hl. Johannes Nepomuk an der Nordseite der Kirche ist mit 1739 bezeichnet. | BDA-Hist.: Q38018136 Status: § 2a Stand der BDA-Liste: 2025-06-30 Name: Figurenbildstock hl. Johannes Nepomuk GstNr.: 145/2 Johannes Nepomuk (Höflein an der Donau) |
| ja    | Datei hochladen | Volksschule HERIS-ID: 8794 Objekt-ID: 4754                                                                                         | Hauptstraße 152 Standort KG: Kierling                           | Der zweigeschoßige Bau mit secessionistischem Fassadendekor wurde 1902 von Josef und Carl Schömer errichtet. | BDA-Hist.: Q38018285 Status: § 2a Stand der BDA-Liste: 2025-06-30 Name: Volksschule GstNr.: 128/7 Volksschule Kierling |
| ja    | Datei hochladen | Figurenbildstock hl. Johannes Nepomuk HERIS-ID: 8793 Objekt-ID: 4753                                                               | bei Hauptstraße 156 Standort KG: Kierling                       | Der Sockel ist mit 1722 bezeichnet. | BDA-Hist.: Q38018264 Status: Bescheid Stand der BDA-Liste: 2025-06-30 Name: Figurenbildstock hl. Johannes Nepomuk GstNr.: 128/2 Johannes Nepomuk (Kierling) |
| ja    | Datei hochladen | Ehem. Sanatorium Hoffmann, Kafka-Sterbehaus HERIS-ID: 8795 Objekt-ID: 4755                                                         | Hauptstraße 187 Standort KG: Kierling                           | Diesem schlichten historistischen Bau von 1887 wurde um 1900 ein drittes Geschoß aufgesetzt. 1924 starb hier Franz Kafka. | BDA-Hist.: Q38018317 Status: Bescheid Stand der BDA-Liste: 2025-06-30 Name: Ehem. Sanatorium Hoffmann, Kafka-Sterbehaus GstNr.: 61/1 Kafka Sterbehaus |
| ja    | Datei hochladen | Kath. Pfarrkirche hll. Peter und Paul HERIS-ID: 8788 Objekt-ID: 4748                                                               | Kirchenplatz 1 Standort KG: Kierling                            | Der neoromanische Sakralbau aus dem Jahr 1912/14 hat eine Jugendstilausstattung. | BDA-Hist.: Q113195 Status: § 2a Stand der BDA-Liste: 2025-06-30 Name: Kath. Pfarrkirche hll. Peter und Paul GstNr.: 2219 Kierlinger Pfarrkirche |
| ja    | Datei hochladen | Pfarrhof HERIS-ID: 8790 Objekt-ID: 4750                                                                                            | Kirchenplatz 1 Standort KG: Kierling                            | Der zweigeschoßige neobarocke Bau wurde 1897 von Josef Schömer errichtet. | BDA-Hist.: Q38018246 Status: § 2a Stand der BDA-Liste: 2025-06-30 Name: Pfarrhof GstNr.: 94/2 Pfarrhof Kierling |
| ja    | Datei hochladen | Bürgerhaus HERIS-ID: 13088 Objekt-ID: 9255                                                                                         | Lenaugasse 10 Standort KG: Kierling                             | Das zweigeschoßige Wohnhaus unter einem Walmdach stammt im Kern aus der 2. Hälfte des 17. Jahrhunderts (bäuerlich?), und wurde danach oft umgebaut. Teile stammen aus der Mitte des 18. Jahrhunderts. 1839 hielt sich Nikolaus Lenau hier auf. | BDA-Hist.: Q38153186 Status: Bescheid Stand der BDA-Liste: 2025-06-30 Name: Bürgerhaus GstNr.: 150/2, 150/3 |
| ja    | Datei hochladen | Ehem. Lesehof des Passauer Damenstiftes HERIS-ID: 12630 Objekt-ID: 8786                                                            | Agnesstraße 55 Standort KG: Klosterneuburg                      | Der Lesehof des Passauer Damenstiftes aus dem 13./14. Jahrhundert wurde im 16. Jahrhundert aufgestockt. Der Straßentrakt ist zweigeschoßig mit Rundbogenportal und Vorhaus. | BDA-Hist.: Q38134792 Status: Bescheid Stand der BDA-Liste: 2025-06-30 Name: Ehem. Lesehof des Passauer Damenstiftes GstNr.: 2437/1 Agnesstraße 55, Klosterneuburg |
| ja    | Datei hochladen | Ehem. Getreidespeicher – heute Stiftskeller HERIS-ID: 12760 Objekt-ID: 8918                                                        | Albrechtsbergergasse 1 Standort KG: Klosterneuburg              | Der 1669/70 erbaute dreigeschoßige Speicherbau wird seit dem 17. Jahrhundert als Weinausschank genutzt. | BDA-Hist.: Q38139807 Status: § 2a Stand der BDA-Liste: 2025-06-30 Name: Ehem. Getreidespeicher – heute Stiftskeller GstNr.: 13/1 Stiftskeller Klosterneuburg |
| ja    | Datei hochladen | Schmiedehof HERIS-ID: 12632 Objekt-ID: 8788                                                                                        | Albrechtsbergergasse 4-6 Standort KG: Klosterneuburg            | Der hakenförmige, zweigeschoßige Bau stammt überwiegend aus dem 17. Jahrhundert, wobei der Kern auf das 16. Jahrhundert zurückgeht. Er hat ein eckseitig abgewalmtes Satteldach. | BDA-Hist.: Q38134875 Status: § 2a Stand der BDA-Liste: 2025-06-30 Name: Schmiedehof GstNr.: 17 |
| ja    | Datei hochladen | Bürgerhaus, Ehem. Schmiede HERIS-ID: 12761seit 2022                                                                                | Albrechtstraße 25 Standort KG: Klosterneuburg                   | | BDA-Hist.: Q112918914 Status: Bescheid Stand der BDA-Liste: 2025-06-30 Name: Bürgerhaus, Ehem. Schmiede GstNr.: 638/1 |
| ja    | Datei hochladen | Bürgerhaus HERIS-ID: 12762seit 2022                                                                                                | Albrechtstraße 27 Standort KG: Klosterneuburg                   | | BDA-Hist.: Q112918957 Status: Bescheid Stand der BDA-Liste: 2025-06-30 Name: Bürgerhaus GstNr.: 641 |
| ja    | Datei hochladen | Bürgerhaus HERIS-ID: 12633seit 2022                                                                                                | Albrechtstraße 29 Standort KG: Klosterneuburg                   | | BDA-Hist.: Q112918958 Status: Bescheid Stand der BDA-Liste: 2025-06-30 Name: Bürgerhaus GstNr.: 642/1 |
| ja    | Datei hochladen | Bürgerhaus HERIS-ID: 12763seit 2022                                                                                                | Albrechtstraße 31 Standort KG: Klosterneuburg                   | | BDA-Hist.: Q112919011 Status: Bescheid Stand der BDA-Liste: 2025-06-30 Name: Bürgerhaus GstNr.: 645 |
| ja    | Datei hochladen | Ehem. Schlierbacherhof HERIS-ID: 12634seit 2022                                                                                    | Albrechtstraße 33 Standort KG: Klosterneuburg                   | Der Schlierbacherhof, in seiner Bausubstanz aus dem 16. Jahrhundert, wurde 1702 vom Kloster Schlierbach übernommen und als Wirtschaftshof genutzt. | BDA-Hist.: Q112919012 Status: Bescheid Stand der BDA-Liste: 2025-06-30 Name: Ehem. Schlierbacherhof GstNr.: 646 |
| ja    | Datei hochladen | Bürgerhaus HERIS-ID: 12635 Objekt-ID: 8791                                                                                         | Albrechtstraße 43 Standort KG: Klosterneuburg                   | Das Bürgerhaus mit Walmdach stammt im Kern aus dem 16./17. Jahrhundert, die Fassadengliederung aus dem frühen 19. Jahrhundert. | BDA-Hist.: Q38134995 Status: Bescheid Stand der BDA-Liste: 2025-06-30 Name: Bürgerhaus GstNr.: 655/3 Bürgerhaus Albrechtstraße 43 |
| ja    | Datei hochladen | Ehem. Wilheringer Hof HERIS-ID: 12636 Objekt-ID: 8792                                                                              | Albrechtstraße 59–63, unger. Nr. Standort KG: Klosterneuburg    | Der Komplex besteht aus einem dreiachsigen Gebäude mit seitlicher Tormauer aus dem dritten Viertel des 18. Jahrhunderts sowie einem 1903 erbauten Schulgebäude. | BDA-Hist.: Q38135129 Status: § 2a Stand der BDA-Liste: 2025-06-30 Name: Ehem. Wilheringer Hof GstNr.: 670 Wilheringer Hof (Klosterneuburg) |
| ja    | Datei hochladen | Wohnhaus, ehem. Stiftshof; Kreindlhof HERIS-ID: 12765 Objekt-ID: 8923                                                              | Albrechtstraße 105–107 Standort KG: Klosterneuburg              | Der zweigeschoßige vierseitige Bau mit neobarocker Fassade wurde 1910 erbaut. Im Hof befindet sich eine Statue des heiligen Johannes Nepomuk oder des hl. Joseph mit dem Jesuskind. | BDA-Hist.: Q38139932 Status: § 2a Stand der BDA-Liste: 2025-06-30 Name: Wohnhaus, ehem. Stiftshof; Kreindlhof GstNr.: 863 Stiftshof Kreindlhof (Klosterneuburg) |
| ja    | Datei hochladen | Ölberggruppe HERIS-ID: 12749 Objekt-ID: 8907                                                                                       | Am Ölberg Standort KG: Klosterneuburg                           | Die lebensgroße Gruppe „Todesangst Christ und schlafende Apostel“ aus dem Ende des 17. Jahrhunderts wurde später mehrfach überarbeitet. | BDA-Hist.: Q38139552 Status: Bescheid Stand der BDA-Liste: 2025-06-30 Name: Ölberggruppe GstNr.: 1193/49 Ölberggruppe (Klosterneuburg) |
| ja    | Datei hochladen | Antoni-Bründl HERIS-ID: 12750 Objekt-ID: 8908                                                                                      | gegenüber Buchberggasse 44 Standort KG: Klosterneuburg          | 1968 renovierte Brunnenkapelle | BDA-Hist.: Q38139604 Status: § 2a Stand der BDA-Liste: 2025-06-30 Name: Antoni-Bründl GstNr.: 3230/2 Antoni-Bründl |
| ja    | Datei hochladen | Römisches Gräberfeld in der Buchberggasse HERIS-ID: 13400 Objekt-ID: 9579                                                          | Buchberggasse Standort KG: Klosterneuburg                       | Das Gräberfeld liegt an der ins Kierlingtal führenden ehemaligen Römerstraße. | BDA-Hist.: Q38177365 Status: Bescheid Stand der BDA-Liste: 2025-06-30 Name: Römisches Gräberfeld in der Buchberggasse GstNr.: 265/3, 2254/1, 2255/1, 2246/2 |
| ja    | Datei hochladen | Gräberfeld der Römischen Kaiserzeit HERIS-ID: 58378 Objekt-ID: 69019seit 2016                                                      | Buchberggasse 9, 26 Standort KG: Klosterneuburg                 | 1995 wurden bei einer Rettungsgrabung 70 Bestattungen geborgen, davon drei aus der Bronzezeit, 20 Körpergräber aus der Spätantike (darunter ein Steinkistengrab), 20 Brandgräber aus der Kaiserzeit, Überreste tot geborener Kinder und zwei Pferdebestattungen. Unter den Funden waren auch Gefäße aus Glas und Keramik, Münzen, (Gebrauchs-)Gegenstände aus Metall, Schmuck und Bekleidungsreste. | BDA-Hist.: Q38082852 Status: Bescheid Stand der BDA-Liste: 2025-06-30 Name: Gräberfeld der Römischen Kaiserzeit GstNr.: 2245/6, 2246/2 |
| ja    | Datei hochladen | Nördlicher Abschnitt der Stadtmauer im Bereich der ehem. Albrechtsburg HERIS-ID: 12744seit 2022                                    | bei Burgstraße 9 Standort KG: Klosterneuburg                    | Die Ruine der Albrechtsburg wurde 1817 großteils abgerissen. Erhalten blieb die ebenerdige Front der Stadtbefestigung. | BDA-Hist.: Q112919013 Status: Bescheid Stand der BDA-Liste: 2025-06-30 Name: Nördlicher Abschnitt der Stadtmauer im Bereich der ehem. Albrechtsburg GstNr.: 339/3 City wall of Klosterneuburg                                                                              |
| ja    | Datei hochladen | Evang. Pfarramt HERIS-ID: 12758 Objekt-ID: 8916                                                                                    | Franz Rumpler-Straße 14 Standort KG: Klosterneuburg             | Der villenartige zweigeschoßige Bau mit Walmdach wurde 1910 erbaut, der ehemalige Kirchenraum befindet sich im Erdgeschoß. | BDA-Hist.: Q38139775 Status: § 2a Stand der BDA-Liste: 2025-06-30 Name: Evang. Pfarramt GstNr.: 2255/2 Evangelisches Pfarramt Klosterneuburg |
| ja    | Datei hochladen | Evangelische Pfarrkirche HERIS-ID: 59093 Objekt-ID: 70066                                                                          | Franz Rumpler-Straße 14 Standort KG: Klosterneuburg             | Der 1994/95 nach Plänen von Heinz Tesar errichtete Kirchenbau hat einen elliptischen Grundriss. | BDA-Hist.: Q38085901 Status: § 2a Stand der BDA-Liste: 2025-06-30 Name: Evangelische Pfarrkirche GstNr.: 2255/2 Klosterneuburg Protestant Church |
| ja    | Datei hochladen | Wohn- und Atelierhaus, Rumpler-Haus HERIS-ID: 12769 Objekt-ID: 8927                                                                | Hermannstraße 12 Standort KG: Klosterneuburg                    | Die Fassade des 1904 erbauten Atelierhauses von Franz Rumpler weist Pilastergliederung auf. | BDA-Hist.: Q38140096 Status: Bescheid Stand der BDA-Liste: 2025-06-30 Name: Wohn- und Atelierhaus, Rumpler-Haus GstNr.: 248/3 |
| ja    | Datei hochladen | Bürgerhaus HERIS-ID: 12641 Objekt-ID: 8797                                                                                         | Hofkirchnergasse 7-9 Standort KG: Klosterneuburg                | Es handelt sich um ein im Kern spätgotisches Ensemble von zweigeschoßigen Handwerker- und Ackerbürgerhäusern. | BDA-Hist.: Q38135385 Status: Bescheid Stand der BDA-Liste: 2025-06-30 Name: Bürgerhaus GstNr.: 420/1, 421/1 Hofkirchnergasse 7-9, Klosterneuburg |
| ja    | Datei hochladen | Jüdischer Friedhof mit Ausnahme des Friedhofswärterhauses HERIS-ID: 99016 Objekt-ID: 115009                                        | Holzgasse 67 Standort KG: Klosterneuburg                        | 1874 wurde der Friedhof beim Bethaus angelegt und 1910 erweitert. Die Anlage ist von einer Mauer umgeben, an der 1926 adaptierten ehemaligen Zeremonienhalle befand sich westseitig ein Davidsstern, der beim 2007 erfolgten Abbruch der Ruine der Zeremonienhalle neben dem Friedhofstor angebracht wurde. | BDA-Hist.: Q37773160 Status: § 2a Stand der BDA-Liste: 2025-06-30 Name: Jüdischer Friedhof mit Ausnahme des Friedhofswärterhauses GstNr.: 1063/1, 1063/2 |
| ja    | Datei hochladen | Ehem. Poststation HERIS-ID: 12645 Objekt-ID: 8801                                                                                  | Hundskehle 2 Standort KG: Klosterneuburg                        | Das barocke eingeschoßige Gebäude hat ein Mansardsatteldach. | BDA-Hist.: Q38135711 Status: Bescheid Stand der BDA-Liste: 2025-06-30 Name: Ehem. Poststation GstNr.: 355 |
| ja    | Datei hochladen | Mauer des ehem. Stadttores (Hundskehlen-/Burgtor) HERIS-ID: 12646seit 2022                                                         | Hundskehle 3 Standort KG: Klosterneuburg                        | In Übereinkommen und unter Mitwirkung / des hochwürdigen Chorherrnstiftes hat die Gemeinde / nach Abtragung von 350 Kubikklafter Gestein und Erde / den bestandenen Engweg / zur gegenwärtigen Strassenbreite erweitert / und diese Mauer aufgerichtet im Jahre 1865 | BDA-Hist.: Q112919014 Status: Bescheid Stand der BDA-Liste: 2025-06-30 Name: Mauer des ehem. Stadttores (Hundskehlen-/Burgtor) GstNr.: 345/2 |
| ja    | Datei hochladen | Kreuzkapelle HERIS-ID: 12751 Objekt-ID: 8909                                                                                       | Käferkreuzgasse 99 Standort KG: Klosterneuburg                  | Die barocke Kapelle wurde als letzte Station eines Kreuzweges im 18. Jahrhundert von Leopold Langstöger gestiftet und von Mathias Gerl dem Älteren errichtet. | BDA-Hist.: Q38139655 Status: § 2a Stand der BDA-Liste: 2025-06-30 Name: Kreuzkapelle GstNr.: 1192/14 |
| ja    | Datei hochladen | Mariensäule, sog. Käferkreuz HERIS-ID: 99918 Objekt-ID: 116094                                                                     | gegenüber Käferkreuzgasse 121 Standort KG: Klosterneuburg       | Der 1675 durch Urban Ilmer errichtete Tabernakelpfeiler weist mehrere Reliefs auf. | BDA-Hist.: Q37774992 Status: § 2a Stand der BDA-Liste: 2025-06-30 Name: Mariensäule, sog. Käferkreuz GstNr.: 1110/1 Käferkreuz, Klosterneuburg |
| ja    | Datei hochladen | Bildstock Frumb-Säule HERIS-ID: 12752 Objekt-ID: 8910                                                                              | Kardinal-Piffl-Platz Standort KG: Klosterneuburg                | Der 1690 gestiftete Tabernakelpfeiler weist mehrere Reliefs auf. | BDA-Hist.: Q38139681 Status: § 2a Stand der BDA-Liste: 2025-06-30 Name: Bildstock Frumb-Säule GstNr.: 2245/10 Frumb-Säule |
| ja    | Datei hochladen | Nymphenbrunnen/Gänselieselbrunnen (Leda mit Schwan) und historische Vorgängerplatzbebauung HERIS-ID: 59103 Objekt-ID: 70081        | Kardinal-Piffl-Platz Standort KG: Klosterneuburg                | Der Brunnen von Eduard Hauser stammt aus dem frühen 20. Jahrhundert. Er wurde 1956 in die Parkanlage versetzt. | BDA-Hist.: Q38085933 Status: § 2a Stand der BDA-Liste: 2025-06-30 Name: Nymphenbrunnen/Gänselieselbrunnen (Leda mit Schwan)u.hist.Vorgängerplatzbebauung GstNr.: 2245/10, 3158/1 Gänselieselbrunnen, Klosterneuburg                                                        |
| ja    | Datei hochladen | Sebastianbildstock HERIS-ID: 12649 Objekt-ID: 8805                                                                                 | gegenüber Kierlinger Straße 1 Standort KG: Klosterneuburg       | Die hochbarocke Figur auf einem mit 1656 bezeichneten Pfeiler wurde 1910 hierher versetzt. | BDA-Hist.: Q38136103 Status: § 2a Stand der BDA-Liste: 2025-06-30 Name: Sebastianbildstock GstNr.: 3177/2 Sebastianbildstock, Klosterneuburg |
| ja    | Datei hochladen | Bürgerhaus, Berghof HERIS-ID: 12648 Objekt-ID: 8804                                                                                | Kierlinger Straße 13 Standort KG: Klosterneuburg                | Das Hauptgebäude des Berghofes (Wirtschaftshofes für Weinbau) ist hakenförmig mit Walmdach aus dem 16./17. Jahrhundert. | BDA-Hist.: Q38135997 Status: Bescheid Stand der BDA-Liste: 2025-06-30 Name: Bürgerhaus, Berghof GstNr.: 429/1 Bürgerhaus Berghof (Klosterneuburg) |
| ja    | Datei hochladen | Villa HERIS-ID: 12770 Objekt-ID: 8928                                                                                              | Kierlinger Straße 46 Standort KG: Klosterneuburg                | Die dreigeschoßige Villa mit asymmetrischer Fassadengliederung wurde 1913/14 von Anton Plischke für seine eigene Familie erbaut. | BDA-Hist.: Q38140234 Status: Bescheid Stand der BDA-Liste: 2025-06-30 Name: Villa GstNr.: 1842/7 Villa-Landhaus Kierlinger Strasse (Klosterneuburg) |
| ja    | Datei hochladen | Sog. Urlauberkapelle HERIS-ID: 12753 Objekt-ID: 8911                                                                               | bei Kierlinger Straße 58 Standort KG: Klosterneuburg            | Die Nischenkapelle ist barock, die Urlaubergruppe stammt aus der Zeit um 1900. | BDA-Hist.: Q38139704 Status: Bescheid Stand der BDA-Liste: 2025-06-30 Name: Sog. Urlauberkapelle GstNr.: 1840/2 Urlauberkapelle (Klosterneuburg) |
| ja    | Datei hochladen | Städtisches Krankenhaus, Trakt von 1928 HERIS-ID: 50035 Objekt-ID: 54511                                                           | Kreutzergasse 12-14 Standort KG: Klosterneuburg                 | Das Bürgerspital wurde 1283 erstmals urkundlich erwähnt und später mehrfach erweitert, zuletzt wurde 1928 ein Risalit angebaut. Es hat geometrischen Putzdekor. | BDA-Hist.: Q38037702 Status: § 2a Stand der BDA-Liste: 2025-06-30 Name: Städtisches Krankenhaus, Trakt von 1928 GstNr.: 357/1 |
| ja    | Datei hochladen | Wohnhaus HERIS-ID: 12676 Objekt-ID: 8832                                                                                           | Langstögergasse 2 Standort KG: Klosterneuburg                   | Die eingeschoßige Anlage mit Hof stammt aus dem 19. Jahrhundert, befindet sich aber über einem Keller aus dem 16./17. Jahrhundert. | BDA-Hist.: Q38137209 Status: § 2a Stand der BDA-Liste: 2025-06-30 Name: Wohnhaus GstNr.: 737 |
| ja    | Datei hochladen | Hauptschule HERIS-ID: 12650 Objekt-ID: 8806                                                                                        | Langstögergasse 15 Standort KG: Klosterneuburg                  | Die dreigeschoßige späthistoristische Hauptschule mit Mittelrisaliten wurde 1882/83 nach Plänen von Karl Hinträger erbaut. | BDA-Hist.: Q38136166 Status: § 2a Stand der BDA-Liste: 2025-06-30 Name: Hauptschule GstNr.: 602/3 |
| ja    | Datei hochladen | Stadtarchiv HERIS-ID: 12707 Objekt-ID: 8864                                                                                        | Leopoldstraße 3 Standort KG: Klosterneuburg                     | Die dreigeschoßige Anlage mit Doppelwalmgiebeldach hat einen spätmittelalterlichen Kern, wurde im 16. Jahrhundert ausgebaut und im 18. und 20. Jahrhundert verändert. | BDA-Hist.: Q38138442 Status: § 2a Stand der BDA-Liste: 2025-06-30 Name: Stadtarchiv GstNr.: 44/3 Stadtarchiv Klosterneuburg |
| ja    | Datei hochladen | Bürgerhaus HERIS-ID: 12658 Objekt-ID: 8814                                                                                         | Leopoldstraße 13 Standort KG: Klosterneuburg                    | Das Eckhaus mit spätbarocker Fassade aus dem 18. Jahrhundert stammt in der Substanz aus dem 15./16. Jahrhundert. | BDA-Hist.: Q38136398 Status: Bescheid Stand der BDA-Liste: 2025-06-30 Name: Bürgerhaus GstNr.: 73 |
| ja    | Datei hochladen | Archäologie, Fundzone Obere Stadt HERIS-ID: 112213 Objekt-ID: 130285                                                               | Leopoldstraße 16 Standort KG: Klosterneuburg                    | Archäologische Ausgrabungsstätte | BDA-Hist.: Q37829586 Status: Bescheid Stand der BDA-Liste: 2025-06-30 Name: Archäologie, Fundzone Obere Stadt GstNr.: 214/1 |
| ja    | Datei hochladen | Spitalskirche St. Gertrud HERIS-ID: 12741 Objekt-ID: 8899                                                                          | Leopoldstraße 31-33 Standort KG: Klosterneuburg                 | Die romanische Ostturmkirche aus dem 12. Jahrhundert wurde im Inneren teilweise barockisiert und die Sakristei im 20. Jahrhundert ergänzt. | BDA-Hist.: Q38139278 Status: § 2a Stand der BDA-Liste: 2025-06-30 Name: Spitalskirche St. Gertrud GstNr.: 106 Spitalskirche St. Gertrud, Klosterneuburg |
| ja    | Datei hochladen | Ehem. Hospiz mit Ummauerung HERIS-ID: 12660 Objekt-ID: 8816                                                                        | Leopoldstraße 31–33 Standort KG: Klosterneuburg                 | Das Hospiz wurde 1125 gegründet, die Gebäudegruppe stammt aus dem 12. bis 19. Jahrhundert. | BDA-Hist.: Q38136489 Status: § 2a Stand der BDA-Liste: 2025-06-30 Name: Ehem. Hospiz mit Ummauerung GstNr.: 107, 99, 103/1, 103/2, 104, 105 Former hospiz, Klosterneuburg                                                                                                  |
| ja    | Datei hochladen | Bürgerhaus HERIS-ID: 12664seit 2022                                                                                                | Martinstraße 3 Standort KG: Klosterneuburg                      | | BDA-Hist.: Q112919015 Status: Bescheid Stand der BDA-Liste: 2025-06-30 Name: Bürgerhaus GstNr.: 565/1 |
| ja    | Datei hochladen | Bürgerhaus HERIS-ID: 12665seit 2022                                                                                                | Martinstraße 4 Standort KG: Klosterneuburg                      | | BDA-Hist.: Q112919016 Status: Bescheid Stand der BDA-Liste: 2025-06-30 Name: Bürgerhaus GstNr.: 561/1 |
| ja    | Datei hochladen | Bürgerhaus HERIS-ID: 12666 Objekt-ID: 8822                                                                                         | Martinstraße 6 Standort KG: Klosterneuburg                      | Die vierseitige Anlage mit spätgotischem Kern und barocker Fassade wurde im 17. Jahrhundert ausgebaut. | BDA-Hist.: Q38136806 Status: Bescheid Stand der BDA-Liste: 2025-06-30 Name: Bürgerhaus GstNr.: 560 Martinstraße 6, Klosterneuburg |
| ja    | Datei hochladen | Bürgerhaus HERIS-ID: 12668seit 2022                                                                                                | Martinstraße 8 Standort KG: Klosterneuburg                      | | BDA-Hist.: Q112919017 Status: Bescheid Stand der BDA-Liste: 2025-06-30 Name: Bürgerhaus GstNr.: 558/1 |
| ja    | Datei hochladen | Ehem. Kremsmünsterhof HERIS-ID: 12670 Objekt-ID: 8826                                                                              | Martinstraße 12 Standort KG: Klosterneuburg                     | Der zweigeschoßige, im Kern mittelalterliche Hof wurde mehrfach umgebaut, der prägende Umbau erfolgte 1731–1739. Seit 2013 beherbergt das Gebäude das Konrad Lorenz Institut für Evolutions- und Kognitionsforschung. | BDA-Hist.: Q38136948 Status: Bescheid Stand der BDA-Liste: 2025-06-30 Name: Ehem. Kremsmünsterhof GstNr.: 552 Kremsmünsterhof (Klosterneuburg) |
| ja    | Datei hochladen | Bürgerhaus HERIS-ID: 12672seit 2024                                                                                                | Martinstraße 21 Standort KG: Klosterneuburg                     | Die Bausubstanz besteht überwiegend aus dem 16. Jahrhundert, wobei die Fassade von ca. 1870 stammt und in jüngerer Zeit verändert wurde. | BDA-Hist.: Q126122331 Status: Bescheid Stand der BDA-Liste: 2025-06-30 Name: Bürgerhaus GstNr.: 578 |
| ja    | Datei hochladen | Sog. Hofkirchner-Haus HERIS-ID: 12673 Objekt-ID: 8829                                                                              | Martinstraße 22–26 Standort KG: Klosterneuburg                  | In diesem aus der Bauflucht hervortretenden zweigeschoßigen Hof, der teilweise aus dem 16. Jahrhundert stammt und unter anderem 1860 erweitert wurde, wurden Figuren aus dem 12. Jahrhundert ergraben. | BDA-Hist.: Q38137070 Status: § 2a Stand der BDA-Liste: 2025-06-30 Name: Sog. Hofkirchner-Haus GstNr.: 542 Hofkirchner-Haus, Klosterneuburg |
| ja    | Datei hochladen | Pflegeheim der Stadt Wien, sog. Altbau HERIS-ID: 12674 Objekt-ID: 8830                                                             | Martinstraße 28–30, ger. Nr. Standort KG: Klosterneuburg        | Die Straßenfassade dieses 1766 erbauten weitläufigen Komplexes stammt aus der Zeit um 1870. | BDA-Hist.: Q64512805 Status: § 2a Stand der BDA-Liste: 2025-06-30 Name: Pflegeheim der Stadt Wien, sog. Altbau GstNr.: 743 Pflegeheim der Stadt Wien, Klosterneuburg - Altbau                                                                                              |
| ja    | Datei hochladen | Martinschlössl HERIS-ID: 12677 Objekt-ID: 8833                                                                                     | Martinstraße 32 – 36 Standort KG: Klosterneuburg                | Es handelt sich um einen 1766 erbauten und 1869 adaptierten Schlosskomplex mit Mansarddach. | BDA-Hist.: Q38137254 Status: Bescheid Stand der BDA-Liste: 2025-06-30 Name: Martinschlössl GstNr.: 748 Martinschlössl |
| ja    | Datei hochladen | Pflegeheim der Stadt Wien, sog. Neubau sowie Ummauerung HERIS-ID: 12678 Objekt-ID: 8834                                            | Martinstraße 35 Standort KG: Klosterneuburg                     | Die drei- bis viergeschoßige Anlage mit historistischer Fassade wurde um 1870/76 erbaut. | BDA-Hist.: Q64512806 Status: § 2a Stand der BDA-Liste: 2025-06-30 Name: Pflegeheim der Stadt Wien, sog. Neubau sowie Ummauerung GstNr.: 721/2, 721/4, 736 Pflegeheim der Stadt Wien, Klosterneuburg - Neubau                                                               |
| ja    | Datei hochladen | Pfarrhof, St. Martin sowie Reste historischer Vorgängerbebauung HERIS-ID: 12679 Objekt-ID: 8835                                    | Martinstraße 38 Standort KG: Klosterneuburg                     | Die Substanz dieser zweigeschoßigen hakenförmige Anlage stammt überwiegend um 1627, der Kern allerdings aus dem 15./16. Jahrhundert. | BDA-Hist.: Q38137310 Status: § 2a Stand der BDA-Liste: 2025-06-30 Name: Pfarrhof, St. Martin sowie Reste historischer Vorgängerbebauung GstNr.: 755 Pfarrhof der Martinskirche (Klosterneuburg)                                                                            |
| ja    | Datei hochladen | Kath. Pfarrkirche St.Martin und Kirchhofmauer, Knebelsberger DM, Grablegen, R. hist.Vorgängerverb. HERIS-ID: 12742 Objekt-ID: 8900 | Martinstraße 38–40, ger. Nr. Standort KG: Klosterneuburg        | Der im Kern gotische Saalbau wurde teilweise barockisiert. Der erhöhte Langchor ist noch spätgotisch. | BDA-Hist.: Q1905692 Status: § 2a Stand der BDA-Liste: 2025-06-30 Name: Kath. Pfarrkirche St.Martin und Kirchhofmauer, Knebelsberger DM, Grablegen, R. hist.Vorgängerverb. GstNr.: 762/1, 757, 758/1, 758/2, 754, 759, 760/1, 760/2, 761 St. Martinskirche (Klosterneuburg) |
| ja    | Datei hochladen | Mesnerhaus HERIS-ID: 12680 Objekt-ID: 8836                                                                                         | Martinstraße 40 Standort KG: Klosterneuburg                     | Der zweigeschoßige Bau hat ein Rundbogenportal aus dem 17. Jahrhundert. An ihm befindet sich eine Gedenktafel für Leopold Knebelsberger, der in diesem Haus geboren wurde. | BDA-Hist.: Q38137379 Status: § 2a Stand der BDA-Liste: 2025-06-30 Name: Mesnerhaus GstNr.: 756 Pfarrhof der Martinskirche (Klosterneuburg) |
| ja    | Datei hochladen | Pfarrhof, samt Tormauer und Reste historischer Vorgängerbebauung HERIS-ID: 12681 Objekt-ID: 8838                                   | Martinstraße 42 Standort KG: Klosterneuburg                     | Der eingeschoßige Bau mit Keller stammt aus dem 18. Jahrhundert und wurde später weitgehend erneuert. | BDA-Hist.: Q38137447 Status: § 2a Stand der BDA-Liste: 2025-06-30 Name: Pfarrhof, samt Tormauer und Reste historischer Vorgängerbebauung GstNr.: 763 Pfarrhof der Martinskirche (Klosterneuburg)                                                                           |
| ja    | Datei hochladen | Ehem. Chorfrauenkloster St. Jakob mit Nebengebäude und Treppe HERIS-ID: 12682 Objekt-ID: 8839                                      | Martinstraße 56, 58 Standort KG: Klosterneuburg                 | Der Vierflügelbau aus der Zeit um 1830 hat einen älteren Kern. Das Kloster wurde 1260 gegründet, es befindet sich heute ein Heim der Stadt Wien für Kinder und Jugendliche darin. | BDA-Hist.: Q38137483 Status: § 2a Stand der BDA-Liste: 2025-06-30 Name: Ehem. Chorfrauenkloster St. Jakob mit Nebengebäude und Treppe GstNr.: 776, 778 Chorfrauenkloster St. Jakob, Klosterneuburg                                                                         |
| ja    | Datei hochladen | Bildstock HERIS-ID: 59090 Objekt-ID: 70063                                                                                         | vor Martinstraße 68 Standort KG: Klosterneuburg                 | Nischenbildstock um 1900 | BDA-Hist.: Q38085881 Status: § 2a Stand der BDA-Liste: 2025-06-30 Name: Bildstock GstNr.: 3196 |
| ja    | Datei hochladen | Oberer Stadtfriedhof HERIS-ID: 12756 Objekt-ID: 8914                                                                               | Meynertgasse 39–45 Standort KG: Klosterneuburg                  | Der 1844 angelegte Friedhof hat eine Bruchsteinmauer mit barockem Portal. | BDA-Hist.: Q38139741 Status: § 2a Stand der BDA-Liste: 2025-06-30 Name: Oberer Stadtfriedhof GstNr.: 2149, 2163/1 Oberer Stadtfriedhof, Klosterneuburg |
| ja    | Datei hochladen | Aufnahmsgebäude Klosterneuburg-Kierling links der Bahn HERIS-ID: 60000 Objekt-ID: 71748                                            | Niedermarkt 4 Standort KG: Klosterneuburg                       | Die beiden Aufnahmegebäude mit Giebelrisaliten und plastischem Putzdekor wurden 1882 bzw. 1898 erbaut. Anmerkung: Dieses Gebäude links der Bahn befindet sich in Fahrtrichtung von Wien nach Gmünd an der Franz-Josefs-Bahn links der Bahn auf der stadtwärtigen, westlichen Seite. | BDA-Hist.: Q106812439 Status: Bescheid Stand der BDA-Liste: 2025-06-30 Name: Aufnahmsgebäude Klosterneuburg-Kierling links der Bahn GstNr.: 918/4 Linkes Aufnahmsgebäude Klosterneuburg-Kierling                                                                           |
| ja    | Datei hochladen | Aufnahmsgebäude Klosterneuburg-Kierling rechts der Bahn HERIS-ID: 60001 Objekt-ID: 71749                                           | Niedermarkt 4 Standort KG: Klosterneuburg                       | Die beiden Aufnahmegebäude mit Giebelrisaliten und plastischem Putzdekor wurden 1882 bzw. 1898 erbaut. Anmerkung: Dieses Gebäude rechts der Bahn befindet sich in Fahrtrichtung von Wien nach Gmünd an der Franz-Josefs-Bahn rechts der Bahn auf der stadtabgewandten, östlichen Seite. | BDA-Hist.: Q38089610 Status: Bescheid Stand der BDA-Liste: 2025-06-30 Name: Aufnahmsgebäude Klosterneuburg-Kierling rechts der Bahn GstNr.: 918/5 Rechtes Aufnahmsgebäude Klosterneuburg-Kierling                                                                          |
| ja    | Datei hochladen | Stadtmauer HERIS-ID: 12773 Objekt-ID: 8931                                                                                         | Pater Abel-Straße 1 Standort KG: Klosterneuburg                 | In diese am nordöstlichen Stadtgraben errichteten Häuser sind Teile der Stadtbefestigung integriert. | BDA-Hist.: Q38140579 Status: Bescheid Stand der BDA-Liste: 2025-06-30 Name: Stadtmauer GstNr.: 79/1 City wall of Klosterneuburg |
| ja    | Datei hochladen | Stadtmauer HERIS-ID: 12745 Objekt-ID: 8903                                                                                         | Pater Abel-Straße 5, bei u. a. Standort KG: Klosterneuburg      | Die Befestigung der Oberen Stadt wurde im 13. Jahrhundert errichtet. | BDA-Hist.: Q38139393 Status: § 2a Stand der BDA-Liste: 2025-06-30 Name: Stadtmauer GstNr.: 87/1, 87/5, 82, 85, 86/2, 335, 344 City wall of Klosterneuburg |
| ja    | Datei hochladen | Stadtmauer HERIS-ID: 12774 Objekt-ID: 8932                                                                                         | Pater Abel-Straße 9 Standort KG: Klosterneuburg                 | Die Befestigung der Oberen Stadt wurde im 13. Jahrhundert errichtet. | BDA-Hist.: Q38140685 Status: Bescheid Stand der BDA-Liste: 2025-06-30 Name: Stadtmauer GstNr.: 84 City wall of Klosterneuburg |
| ja    | Datei hochladen | Wohnhaus, Stadtmauer HERIS-ID: 12772 Objekt-ID: 8930                                                                               | Pater Abel-Straße 15 Standort KG: Klosterneuburg                | Die Befestigung der Oberen Stadt wurde im 13. Jahrhundert errichtet. | BDA-Hist.: Q38140452 Status: Bescheid Stand der BDA-Liste: 2025-06-30 Name: Wohnhaus, Stadtmauer GstNr.: 87/2 City wall of Klosterneuburg |
| ja    | Datei hochladen | Mariensäule und historische Vorgängerbebauung am Rathausplatz HERIS-ID: 12708 Objekt-ID: 8865 marterl.at: 12011                    | Rathausplatz Standort KG: Klosterneuburg                        | Die 1756–1782 von Matthias Kögler errichtete Kompositsäule mit Maria-Immaculata-Figur ist von Statuen der Heiligen Leopold, Florian und Donatus umgeben. | BDA-Hist.: Q38138479 Status: § 2a Stand der BDA-Liste: 2025-06-30 Name: Mariensäule u. hist. Vorgängerbebauung am Rathausplatz GstNr.: 3143/1, 3143/2 Mariensäule Klosterneuburg                                                                                           |
| ja    | Datei hochladen | Bürgerhaus HERIS-ID: 12688 Objekt-ID: 8845                                                                                         | Rathausplatz 3 Standort KG: Klosterneuburg                      | Die Fassade dieses dreiflügeligen, im Kern mittelalterlichen Eckhauses weist spätbiedermeierliche Elementen auf. | BDA-Hist.: Q38137604 Status: Bescheid Stand der BDA-Liste: 2025-06-30 Name: Bürgerhaus GstNr.: 232 Rathausplatz 3, Klosterneuburg |
| ja    | Datei hochladen | Bürgerhaus, Handelskammer HERIS-ID: 12689 Objekt-ID: 8846                                                                          | Rathausplatz 5 Standort KG: Klosterneuburg                      | Dieses abgestufte dreigeschoßige Patrizierhaus ist im Kern spätromanisch. | BDA-Hist.: Q38137628 Status: Bescheid Stand der BDA-Liste: 2025-06-30 Name: Bürgerhaus, Handelskammer GstNr.: 280 Rathausplatz 5, Klosterneuburg |
| ja    | Datei hochladen | Bürgerhaus HERIS-ID: 12690 Objekt-ID: 8847seit 2020                                                                                | Rathausplatz 6 Standort KG: Klosterneuburg                      | Dieses Bürgerhaus aus zwei in der Neuzeit zusammengefassten mittelalterlichen Vorgängerbauten hat eine breite Fassade zum Platz hin und ein Walmdach. Die Fensterrahmungen sind gemalt, teilweise sind freigelegte Reste von Fassadennischen aus dem 14. Jahrhundert sichtbar. Die Einfahrt weist eine Stichkappentonne und gotische Sitznischen mit Dreipassmaßwerk auf. Weiters gibt es im Inneren des Hauses vermauerte mittelalterliche Stiegenaufgänge, Kreuzgratgewölbe in den Geschoßen des Straßentrakts, auch die Hoftrakte haben einen mittelalterlichen Kern und teilweise entsprechende Fenstergewände. Aus dem 18. Jahrhundert sind geschweifte Stuckspiegel vorhanden. | BDA-Hist.: Q105640216 Status: Bescheid Stand der BDA-Liste: 2025-06-30 Name: Bürgerhaus GstNr.: 281 |
| ja    | Datei hochladen | Bürgerhaus HERIS-ID: 12691 Objekt-ID: 8848                                                                                         | Rathausplatz 7 Standort KG: Klosterneuburg                      | Dieses Gebäude mit Quadermauerwerk und Durchfahrten ist im Kern gotisch. 1982 wurde es unter Einbeziehung der Reste neu errichtet. | BDA-Hist.: Q38137696 Status: Bescheid Stand der BDA-Liste: 2025-06-30 Name: Bürgerhaus GstNr.: 284 Rathausplatz 7, Klosterneuburg |
| ja    | Datei hochladen | Bürgerhaus HERIS-ID: 12692 Objekt-ID: 8849                                                                                         | Rathausplatz 8 Standort KG: Klosterneuburg                      | Dieses im Kern mittelalterliche vierflügelige Patrizierhaus wurde im 16. und 18. Jahrhundert ausgebaut. | BDA-Hist.: Q38137755 Status: Bescheid Stand der BDA-Liste: 2025-06-30 Name: Bürgerhaus GstNr.: 285/1 Rathausplatz 8, Klosterneuburg |
| ja    | Datei hochladen | Bürgerhaus HERIS-ID: 12693 Objekt-ID: 8850                                                                                         | Rathausplatz 9 Standort KG: Klosterneuburg                      | Dieses Eckhaus mit abgeschrägter und gestaffelter Seitenfassade stammt im Kern aus dem 16. Jahrhundert. | BDA-Hist.: Q38137765 Status: § 2a Stand der BDA-Liste: 2025-06-30 Name: Bürgerhaus GstNr.: 17 |
| ja    | Datei hochladen | Bürgerhaus HERIS-ID: 12694 Objekt-ID: 8851                                                                                         | Rathausplatz 10 Standort KG: Klosterneuburg                     | Das zweigeschoßige Wohn- und Geschäftshaus, dessen Straßentrakt aus dem 17. Jahrhundert stammt, hat eine lisenengegliederte Fassade aus dem frühen 20. Jahrhundert. | BDA-Hist.: Q38137806 Status: § 2a Stand der BDA-Liste: 2025-06-30 Name: Bürgerhaus GstNr.: 17 |
| ja    | Datei hochladen | Figurenbildstock hl. Johannes Nepomuk HERIS-ID: 12746 Objekt-ID: 8904 marterl.at: 11798                                            | vor Rathausplatz 10 Standort KG: Klosterneuburg                 | Die Figur wurde 1720/30 errichtet. | BDA-Hist.: Q38139424 Status: § 2a Stand der BDA-Liste: 2025-06-30 Name: Figurenbildstock hl. Johannes Nepomuk GstNr.: 3143/1 Statue of John of Nepomuk at Rathausplatz, Klosterneuburg                                                                                     |
| ja    | Datei hochladen | Bürgerhaus HERIS-ID: 12695 Objekt-ID: 8852                                                                                         | Rathausplatz 11 Standort KG: Klosterneuburg                     | In diesem Haus sind Reste der ehemaligen Herzogspfalz Leopolds VI. integriert. | BDA-Hist.: Q38137836 Status: § 57-Mandatsbescheid Stand der BDA-Liste: 2025-06-30 Name: Bürgerhaus GstNr.: 19 |
| ja    | Datei hochladen | Bürgerhaus HERIS-ID: 12696 Objekt-ID: 8853                                                                                         | Rathausplatz 12 Standort KG: Klosterneuburg                     | Dieses Wohn- und Geschäftshaus mit geknickter Platzfront stammt im Kern aus dem 15./16. Jahrhundert. | BDA-Hist.: Q38137884 Status: § 2a Stand der BDA-Liste: 2025-06-30 Name: Bürgerhaus GstNr.: 20 |
| ja    | Datei hochladen | Bürgerhaus HERIS-ID: 12697 Objekt-ID: 8854                                                                                         | Rathausplatz 14 Standort KG: Klosterneuburg                     | Dieses im Kern mittelalterliche breit gelagerte Wohn- und Geschäftshaus hat barocke Fensterrahmungen im Obergeschoß. | BDA-Hist.: Q38137918 Status: § 2a Stand der BDA-Liste: 2025-06-30 Name: Bürgerhaus GstNr.: 24/1 |
| ja    | Datei hochladen | Bürgerhaus HERIS-ID: 12698 Objekt-ID: 8855                                                                                         | Rathausplatz 15 Standort KG: Klosterneuburg                     | In diesem Wohn- und Geschäftshaus gibt es spätmittelalterliche und neuzeitliche Gewölbe. | BDA-Hist.: Q38137992 Status: § 2a Stand der BDA-Liste: 2025-06-30 Name: Bürgerhaus GstNr.: 24/1 |
| ja    | Datei hochladen | Bürgerhaus HERIS-ID: 12699 Objekt-ID: 8856                                                                                         | Rathausplatz 16 Standort KG: Klosterneuburg                     | Das in der Substanz spätmittelalterliches Wohn- und Gewerbehaus mit geknickter Straßenfassade wurde im 16. und 18. Jahrhundert umgebaut. | BDA-Hist.: Q38138014 Status: § 2a Stand der BDA-Liste: 2025-06-30 Name: Bürgerhaus GstNr.: 24/1 |
| ja    | Datei hochladen | Bürgerhaus HERIS-ID: 12700 Objekt-ID: 8857                                                                                         | Rathausplatz 17 Standort KG: Klosterneuburg                     | Das Wohnhaus mit einer historistischer Fassade von 1872 stammt im Kern aus dem 16. Jahrhundert. | BDA-Hist.: Q38138069 Status: § 2a Stand der BDA-Liste: 2025-06-30 Name: Bürgerhaus GstNr.: 24/1 |
| ja    | Datei hochladen | Wohnhaus HERIS-ID: 99996 Objekt-ID: 116173                                                                                         | Rathausplatz 19 Standort KG: Klosterneuburg                     | Das 1876 erbaute dreigeschoßige Wohnhaus hat eine historistische Fassade mit einem Mittelrisaliten. | BDA-Hist.: Q37775128 Status: § 2a Stand der BDA-Liste: 2025-06-30 Name: Wohnhaus GstNr.: 28 |
| ja    | Datei hochladen | Amtsgebäude HERIS-ID: 12703 Objekt-ID: 8860                                                                                        | Rathausplatz 22 Standort KG: Klosterneuburg                     | Das hakenförmige Gebäude ist im Kern spätmittelalterlich und in der Substanz aus dem 16. Jahrhundert. | BDA-Hist.: Q38138239 Status: § 2a Stand der BDA-Liste: 2025-06-30 Name: Amtsgebäude GstNr.: 35 Rathausplatz 22, Klosterneuburg |
| ja    | Datei hochladen | Müstinger Keller, ehem. Weinbaumuseum HERIS-ID: 12704 Objekt-ID: 8861                                                              | Rathausplatz 24 Standort KG: Klosterneuburg                     | Der ehemalige Speicherbau wurde mehrfach umgebaut, in ihm gibt es Reste aus dem 12. Jahrhundert. | BDA-Hist.: Q38138278 Status: § 2a Stand der BDA-Liste: 2025-06-30 Name: Müstinger Keller, ehem. Weinbaumuseum GstNr.: 60 Müstinger Keller, Klosterneuburg |
| ja    | Datei hochladen | Rathaus/Gemeindeamt HERIS-ID: 12705 Objekt-ID: 8862                                                                                | Rathausplatz 25 Standort KG: Klosterneuburg                     | Das 1962–1964 erbaute Amtshaus steht in Verbindung mit einer dreigeschoßigen Anlage aus dem 16. Jahrhundert mit mittelalterlichem Kern. | BDA-Hist.: Q38138349 Status: § 2a Stand der BDA-Liste: 2025-06-30 Name: Rathaus/Gemeindeamt GstNr.: 44/3 Rathaus Klosterneuburg |
| ja    | Datei hochladen | Ehem. Sparkassengebäude HERIS-ID: 12706 Objekt-ID: 8863                                                                            | Rathausplatz 27 Standort KG: Klosterneuburg                     | Das 1929/30 als Sparkassengebäude mit Theatersaal erbaute ursprünglich dreigeschoßiges Gebäude hat einen konvexen Mittelrisaliten. | BDA-Hist.: Q38138391 Status: § 2a Stand der BDA-Liste: 2025-06-30 Name: Ehem. Sparkassengebäude GstNr.: 44/3 |
| ja    | Datei hochladen | Kaiser Franz Josef-Denkmal HERIS-ID: 59092 Objekt-ID: 70065                                                                        | Roman-Scholz-Platz Standort KG: Klosterneuburg                  | Die 1908 errichtete Bronzestatue stammt von Theodor Khuen. | BDA-Hist.: Q38085892 Status: § 2a Stand der BDA-Liste: 2025-06-30 Name: Kaiser Franz Josef-Denkmal GstNr.: 3145/3 |
| ja    | Datei hochladen | Kath. Pfarrkirche hl. Leopold HERIS-ID: 12757 Objekt-ID: 8915                                                                      | Sachsengasse 3 Standort KG: Klosterneuburg                      | Die Saalkirche wurde in den Jahren 1936/37 von Rudolf Wondracek errichtet. | BDA-Hist.: Q1819980 Status: § 2a Stand der BDA-Liste: 2025-06-30 Name: Kath. Pfarrkirche hl. Leopold GstNr.: 2978/12 Leopoldskirche (Klosterneuburg) |
| ja    | Datei hochladen | Sog. Rostock-Villa/Heimatmuseum mit Pförtnerhaus, Salettl und Gartenportal HERIS-ID: 12710 Objekt-ID: 8868                         | Schießstattgasse 2 Standort KG: Klosterneuburg                  | Die neoklassizistische kubische Großvilla wurde 1925 für den Industriellen Reinhold Rostock erbaut. | BDA-Hist.: Q1588383 Status: § 2a Stand der BDA-Liste: 2025-06-30 Name: Sog. Rostock-Villa/Heimatmuseum mit Pförtnerhaus, Salettl und Gartenportal GstNr.: 335 Rostock-Villa                                                                                                |
| ja    | Datei hochladen | Villa HERIS-ID: 12766 Objekt-ID: 8924                                                                                              | Schömergasse 7 Standort KG: Klosterneuburg                      | Die 1909 von Franz Löbl erbaute Villa weist wechselnde First- und Traufhöhen auf. | BDA-Hist.: Q38139984 Status: Bescheid Stand der BDA-Liste: 2025-06-30 Name: Villa GstNr.: 2463/11 Schömergasse 7, Klosterneuburg |
| ja    | Datei hochladen | Pest-/Dreifaltigkeitssäule HERIS-ID: 12734 Objekt-ID: 8892                                                                         | Stadtplatz Standort KG: Klosterneuburg                          | Die 1714 errichtete barocke Pestsäule wird von einer Dreifaltigkeitsgruppe bekrönt, die von einer mit Stiftswappen besetzter Weltkugel flankiert wird. | BDA-Hist.: Q38139029 Status: Bescheid Stand der BDA-Liste: 2025-06-30 Name: Pest-/Dreifaltigkeitssäule GstNr.: 3210/19 Pestsäule Klosterneuburg |
| ja    | Datei hochladen | Bürgerhaus HERIS-ID: 113886seit 2022                                                                                               | Stadtplatz 1 Standort KG: Klosterneuburg                        | | BDA-Hist.: Q112919018 Status: Bescheid Stand der BDA-Liste: 2025-06-30 Name: Bürgerhaus GstNr.: 636 |
| ja    | Datei hochladen | Bürgerhaus HERIS-ID: 58784seit 2022                                                                                                | Stadtplatz 2 Standort KG: Klosterneuburg                        | | BDA-Hist.: Q112919024 Status: Bescheid Stand der BDA-Liste: 2025-06-30 Name: Bürgerhaus GstNr.: 637/1 |
| ja    | Datei hochladen | Bürgerhaus HERIS-ID: 12711seit 2022                                                                                                | Stadtplatz 3 Standort KG: Klosterneuburg                        | | BDA-Hist.: Q112919030 Status: Bescheid Stand der BDA-Liste: 2025-06-30 Name: Bürgerhaus GstNr.: 633/1 |
| ja    | Datei hochladen | Bürgerhaus HERIS-ID: 12712 Objekt-ID: 8870                                                                                         | Stadtplatz 4 Standort KG: Klosterneuburg                        | Dieser Gebäudeblock mit Mansarddach wurde aus mittelalterlichen Vorgängerbauten zusammengefasst. Das Bürgerhaus hat Gewölbe aus dem 16. Jahrhundert und eine Neptunstatue. | BDA-Hist.: Q38138637 Status: Bescheid Stand der BDA-Liste: 2025-06-30 Name: Bürgerhaus GstNr.: 632 Stadtplatz 4, Klosterneuburg |
| ja    | Datei hochladen | Bürgerhaus HERIS-ID: 12713seit 2022                                                                                                | Stadtplatz 5 Standort KG: Klosterneuburg                        | | BDA-Hist.: Q112919042 Status: Bescheid Stand der BDA-Liste: 2025-06-30 Name: Bürgerhaus GstNr.: 631 |
| ja    | Datei hochladen | Bürgerhaus HERIS-ID: 12714seit 2022                                                                                                | Stadtplatz 6 Standort KG: Klosterneuburg                        | | BDA-Hist.: Q112919044 Status: Bescheid Stand der BDA-Liste: 2025-06-30 Name: Bürgerhaus GstNr.: 628 |
| ja    | Datei hochladen | Bürgerhaus HERIS-ID: 12715seit 2022                                                                                                | Stadtplatz 7 Standort KG: Klosterneuburg                        | | BDA-Hist.: Q112919045 Status: Bescheid Stand der BDA-Liste: 2025-06-30 Name: Bürgerhaus GstNr.: 627/1 |
| ja    | Datei hochladen | Bürgerhaus HERIS-ID: 97022seit 2022                                                                                                | Stadtplatz 8 Standort KG: Klosterneuburg                        | | BDA-Hist.: Q112919046 Status: Bescheid Stand der BDA-Liste: 2025-06-30 Name: Bürgerhaus GstNr.: 626/1 |
| ja    | Datei hochladen | Bürgerhaus HERIS-ID: 12716seit 2022                                                                                                | Stadtplatz 9 Standort KG: Klosterneuburg                        | | BDA-Hist.: Q112919047 Status: Bescheid Stand der BDA-Liste: 2025-06-30 Name: Bürgerhaus GstNr.: 625 |
| ja    | Datei hochladen | Frühbarocke Stuckdecke im neugebauten Straßentrakt HERIS-ID: 112738 Objekt-ID: 130951seit 2016                                     | Stadtplatz 10-11 Standort KG: Klosterneuburg                    | Die 50 m² große frühbarocke Stuckdecke zierte ursprünglich den Speisesall des Gasthofs „Zum Goldenen Löwen“, der zwar unter Denkmalschutz stand, in den 1960er Jahren jedoch aufgrund seiner schlechten Bausubstanz abgerissen werden musste. Bei der Errichtung einer Bankfiliale an derselben Stelle wurde die Decke in das Gebäude integriert, ebenso wie in den 2010er Jahren, als die Bank ihrerseits einem Neubau weichen musste. | BDA-Hist.: Q37831850 Status: Bescheid Stand der BDA-Liste: 2025-06-30 Name: Frühbarocke Stuckdecke im neugebauten Straßentrakt GstNr.: 596 |
| ja    | Datei hochladen | Bürgerhaus HERIS-ID: 12717seit 2022                                                                                                | Stadtplatz 12 Standort KG: Klosterneuburg                       | | BDA-Hist.: Q112919019 Status: Bescheid Stand der BDA-Liste: 2025-06-30 Name: Bürgerhaus GstNr.: 595/1 |
| ja    | Datei hochladen | Bürgerhaus HERIS-ID: 12718seit 2022                                                                                                | Stadtplatz 13 Standort KG: Klosterneuburg                       | Anmerkung: Adresssituation etwas unklar: das Nebenhaus trägt die Hausnummer 12–13, während das Haus auf diesem Grundstück die Nr. 14 trägt, die sich nach NÖ-Atlas wiederum hinter dem Haus befindet, während das Haus zum Platz hin Nr. 13 ist. Das Bild zeigt das Haus zum Platz, das auf dem vom BDA angegebenen Grundstück steht. | BDA-Hist.: Q112919020 Status: Bescheid Stand der BDA-Liste: 2025-06-30 Name: Bürgerhaus GstNr.: 592 |
| ja    | Datei hochladen | Wohn- und Geschäftshaus HERIS-ID: 12719 Objekt-ID: 8877                                                                            | Stadtplatz 15 Standort KG: Klosterneuburg                       | Das Gebäude aus dem 13. Jahrhundert hat einen mittelalterlichen Wohnturm. | BDA-Hist.: Q38138751 Status: Bescheid Stand der BDA-Liste: 2025-06-30 Name: Wohn- und Geschäftshaus GstNr.: 591/1, 591/3 |
| ja    | Datei hochladen | Bürgerhaus HERIS-ID: 12720seit 2022                                                                                                | Stadtplatz 16 Standort KG: Klosterneuburg                       | Das stattliche Bürgerhaus Stadtplatz 16 erhielt sein äußeres Erscheinungsbild bei einem Umbau um 1600. | BDA-Hist.: Q112919021 Status: Bescheid Stand der BDA-Liste: 2025-06-30 Name: Bürgerhaus GstNr.: 589/2 |
| ja    | Datei hochladen | Bürgerhaus HERIS-ID: 12721 Objekt-ID: 8879                                                                                         | Stadtplatz 17 Standort KG: Klosterneuburg                       | Das in der Substanz gotische Gebäude wurde im 18. und 19. Jahrhundert verändert. In der tonnengewölbten Durchfahrt befinden sich gotische Malereien. | BDA-Hist.: Q38138843 Status: Bescheid Stand der BDA-Liste: 2025-06-30 Name: Bürgerhaus GstNr.: 588 |
| ja    | Datei hochladen | Bürgerhaus HERIS-ID: 12722seit 2022                                                                                                | Stadtplatz 18 Standort KG: Klosterneuburg                       | | BDA-Hist.: Q112919022 Status: Bescheid Stand der BDA-Liste: 2025-06-30 Name: Bürgerhaus GstNr.: 564 |
| ja    | Datei hochladen | Bürgerhaus HERIS-ID: 12723seit 2022                                                                                                | Stadtplatz 19 Standort KG: Klosterneuburg                       | | BDA-Hist.: Q112919023 Status: Bescheid Stand der BDA-Liste: 2025-06-30 Name: Bürgerhaus GstNr.: 563 |
| ja    | Datei hochladen | Bürgerhaus HERIS-ID: 12724seit 2022                                                                                                | Stadtplatz 20 Standort KG: Klosterneuburg                       | Anmerkung: Identadresse Martinstraße 2 | BDA-Hist.: Q112919025 Status: Bescheid Stand der BDA-Liste: 2025-06-30 Name: Bürgerhaus GstNr.: 562/1 |
| ja    | Datei hochladen | Bürgerhaus HERIS-ID: 113887seit 2022                                                                                               | Stadtplatz 21 Standort KG: Klosterneuburg                       | | BDA-Hist.: Q112919026 Status: Bescheid Stand der BDA-Liste: 2025-06-30 Name: Bürgerhaus GstNr.: 501 |
| ja    | Datei hochladen | Bürgerhaus, Postgebäude HERIS-ID: 12725 Objekt-ID: 8883                                                                            | Stadtplatz 25 Standort KG: Klosterneuburg                       | Das Bürgerhaus stammt in der Substanz aus dem 15. Jahrhundert. | BDA-Hist.: Q38138864 Status: Bescheid Stand der BDA-Liste: 2025-06-30 Name: Bürgerhaus, Postgebäude GstNr.: 484 |
| ja    | Datei hochladen | Bürgerhaus HERIS-ID: 113889seit 2022                                                                                               | Stadtplatz 26 Standort KG: Klosterneuburg                       | Das Haus Stadtplatz 26 wird auf das 15./16. Jahrhundert datiert. | BDA-Hist.: Q112919027 Status: Bescheid Stand der BDA-Liste: 2025-06-30 Name: Bürgerhaus GstNr.: 483/2 |
| ja    | Datei hochladen | Bürgerhaus HERIS-ID: 113890seit 2022                                                                                               | Stadtplatz 27 Standort KG: Klosterneuburg                       | Bis 1629 bildete dieses Haus eine bauliche Einheit mit dem Nachbarhaus Nr. 28. | BDA-Hist.: Q112919028 Status: Bescheid Stand der BDA-Liste: 2025-06-30 Name: Bürgerhaus GstNr.: 482 |
| ja    | Datei hochladen | Bürgerhaus HERIS-ID: 12726seit 2022                                                                                                | Stadtplatz 28 Standort KG: Klosterneuburg                       | Urkundlich erstmals erwähnt wurde dieses Haus im Jahr 1339. Von den Türken 1529 in Brand gesteckt, wurde es danach wieder hergestellt. Bis 1629 bildete es eine Einheit mit dem Nachbarhaus Nr. 27. Es ist breit gestreckt, hat zwei Geschoße, fünf Fensterachsen, einen unregelmäßigen Grundriss und ein teilweise abgewalmtes Dach. Zur Bachgasse hin wird es durch eine gekrümmte mittelalterliche Wehrmauer begrenzt. Sein Kern ist spätgotisch, das Mauerwerk stammt überwiegend aus dem 16./17. Jahrhundert und die Fassade aus dem 17./18. Jahrhundert. | BDA-Hist.: Q112919029 Status: Bescheid Stand der BDA-Liste: 2025-06-30 Name: Bürgerhaus GstNr.: 480 |
| ja    | Datei hochladen | Bürgerhaus, ehem. Pfeilhof HERIS-ID: 12727 Objekt-ID: 8885                                                                         | Stadtplatz 29 Standort KG: Klosterneuburg                       | Die U-förmige Eckhausanlage stammt in der Substanz aus dem 15. Jahrhundert mit Wohnhäusern aus dem 19. Jahrhundert und einem Hinterhaus aus dem 16. Jahrhundert. | BDA-Hist.: Q38138913 Status: Bescheid Stand der BDA-Liste: 2025-06-30 Name: Bürgerhaus, ehem. Pfeilhof GstNr.: 478 |
| ja    | Datei hochladen | Bürgerhaus HERIS-ID: 113891seit 2022                                                                                               | Stadtplatz 30 Standort KG: Klosterneuburg                       | | BDA-Hist.: Q112919031 Status: Bescheid Stand der BDA-Liste: 2025-06-30 Name: Bürgerhaus GstNr.: 476/1 |
| ja    | Datei hochladen | Bürgerhaus HERIS-ID: 113892seit 2022                                                                                               | Stadtplatz 31 Standort KG: Klosterneuburg                       | Anmerkung: Das Gebäude liegt hinter Haus Nr. 30 ist vom Stadtplatz aus weder einsehbar noch direkt zugänglich. | BDA-Hist.: Q112919032 Status: Bescheid Stand der BDA-Liste: 2025-06-30 Name: Bürgerhaus GstNr.: 476/2 |
| ja    | Datei hochladen | Bürgerhaus HERIS-ID: 58785seit 2022                                                                                                | Stadtplatz 32 Standort KG: Klosterneuburg                       | | BDA-Hist.: Q112919033 Status: Bescheid Stand der BDA-Liste: 2025-06-30 Name: Bürgerhaus GstNr.: 475 |
| ja    | Datei hochladen | Bürgerhaus HERIS-ID: 113893seit 2022                                                                                               | Stadtplatz 33 Standort KG: Klosterneuburg                       | | BDA-Hist.: Q112919034 Status: Bescheid Stand der BDA-Liste: 2025-06-30 Name: Bürgerhaus GstNr.: 472 |
| ja    | Datei hochladen | Bürgerhaus HERIS-ID: 12728seit 2022                                                                                                | Stadtplatz 34 Standort KG: Klosterneuburg                       | | BDA-Hist.: Q112919035 Status: Bescheid Stand der BDA-Liste: 2025-06-30 Name: Bürgerhaus GstNr.: 471/1 |
| ja    | Datei hochladen | Bürgerhaus HERIS-ID: 113894seit 2022                                                                                               | Stadtplatz 35 Standort KG: Klosterneuburg                       | | BDA-Hist.: Q112919036 Status: Bescheid Stand der BDA-Liste: 2025-06-30 Name: Bürgerhaus GstNr.: 470 |
| ja    | Datei hochladen | Bürgerhaus HERIS-ID: 12729seit 2022                                                                                                | Stadtplatz 36 Standort KG: Klosterneuburg                       | | BDA-Hist.: Q112919037 Status: Bescheid Stand der BDA-Liste: 2025-06-30 Name: Bürgerhaus GstNr.: 469 |
| ja    | Datei hochladen | Ehem. Gasthof zur Krone HERIS-ID: 12730seit 2022                                                                                   | Stadtplatz 37 Standort KG: Klosterneuburg                       | | BDA-Hist.: Q112919038 Status: Bescheid Stand der BDA-Liste: 2025-06-30 Name: Ehem. Gasthof zur Krone GstNr.: 468 |
| ja    | Datei hochladen | Bürgerhaus HERIS-ID: 12731 Objekt-ID: 8889seit 2013                                                                                | Stadtplatz 38 Standort KG: Klosterneuburg                       | Das Bürgerhaus Stadtplatz 38 stammt auf dem 16. Jahrhundert, seine Fassadengestaltung aus dem 19. Jahrhundert. | BDA-Hist.: Q38138955 Status: Bescheid Stand der BDA-Liste: 2025-06-30 Name: Bürgerhaus GstNr.: 466 |
| ja    | Datei hochladen | Bürgerhaus HERIS-ID: 12732 Objekt-ID: 8890                                                                                         | Stadtplatz 39 Standort KG: Klosterneuburg                       | Die U-förmige Hausanlage mit giebelständigem Trakt stammt aus dem 14. Jahrhundert. | BDA-Hist.: Q38138971 Status: Bescheid Stand der BDA-Liste: 2025-06-30 Name: Bürgerhaus GstNr.: 463 |
| ja    | Datei hochladen | Bürgerhaus HERIS-ID: 97027seit 2022                                                                                                | Stadtplatz 40 Standort KG: Klosterneuburg                       | | BDA-Hist.: Q112919039 Status: Bescheid Stand der BDA-Liste: 2025-06-30 Name: Bürgerhaus GstNr.: 462/1 |
| ja    | Datei hochladen | Bürgerhaus HERIS-ID: 12733seit 2022                                                                                                | Stadtplatz 41 Standort KG: Klosterneuburg                       | | BDA-Hist.: Q112919040 Status: Bescheid Stand der BDA-Liste: 2025-06-30 Name: Bürgerhaus GstNr.: 461/1 |
| ja    | Datei hochladen | Bürgerhaus HERIS-ID: 113895seit 2022                                                                                               | Stadtplatz 42 Standort KG: Klosterneuburg                       | | BDA-Hist.: Q112919041 Status: Bescheid Stand der BDA-Liste: 2025-06-30 Name: Bürgerhaus GstNr.: 460/1 |
| ja    | Datei hochladen | Bildstock Lichtsäule HERIS-ID: 12764 Objekt-ID: 8922 marterl.at: 11969                                                             | vor Stiftsplatz 7 Standort KG: Klosterneuburg                   | Diese hochgotische Licht- bzw. Friedhofssäule wurde nach einer Pest 1381 von einem gewissen Michel Tutz gestiftet. | BDA-Hist.: Q2461879 Status: § 2a Stand der BDA-Liste: 2025-06-30 Name: Bildstock Lichtsäule GstNr.: 1 Tutzsäule |
| ja    | Datei hochladen | Anlage Stift Klosterneuburg sowie Reste historischer Vorgängerbebauung HERIS-ID: 12743 Objekt-ID: 8901                             | Stiftsplatz 1, u. a. Standort KG: Klosterneuburg                | Diese weithin sichtbare bedeutende Klosteranlage wurde von Markgraf Leopold III. im 12. Jahrhundert gegründet und in der ersten Hälfte des 18. Jahrhunderts von Kaiser Karl VI. barock ausgebaut. | BDA-Hist.: Q697145 Status: § 2a Stand der BDA-Liste: 2025-06-30 Name: Anlage Stift Klosterneuburg sowie Reste historischer Vorgängerbebauung GstNr.: 24/2, 2/10, 15, 29, 36, 37, 38/1, 38/2, 1, 3/2, 5/1, 6/1, 6/2, 9, 11, 61 Klosterneuburg Abbey                         |
| ja    | Datei hochladen | Amtsgebäude, ehem. stiftliches Hofgericht HERIS-ID: 12767 Objekt-ID: 8925                                                          | Stiftsplatz 5 Standort KG: Klosterneuburg                       | Der hakenförmige dreigeschoßige Bau ist in der Substanz aus dem 16./17. Jahrhundert. | BDA-Hist.: Q38139995 Status: § 2a Stand der BDA-Liste: 2025-06-30 Name: Amtsgebäude, ehem. stiftliches Hofgericht GstNr.: 17 Stiftsplatz 5, Klosterneuburg |
| ja    | Datei hochladen | Ehemalige Pfalz und Capella Speciosa HERIS-ID: 12759 Objekt-ID: 8917                                                               | Stiftsplatz und Rathausplatz Standort KG: Klosterneuburg        | In diesem Eintrag sind Überreste der Herzogspfalz Leopolds VI. (Lage) und der 1220 errichteten als Capella Speciosa bekannten Palastkapelle zusammengefasst, die als erstes gotisches Bauwerk Österreichs gilt. Sie wurde 1799 abgebrochen und wird seit 1953 ausgegraben. | BDA-Hist.: Q1034536 Status: § 2a Stand der BDA-Liste: 2025-06-30 Name: Ehem. Pfalz und Capella Speciosa GstNr.: 10 Capella Speciosa |
| ja    | Datei hochladen | Bürgerhaus, ehem. Schiffsmeisterhaus HERIS-ID: 12735 Objekt-ID: 8893                                                               | Wasserzeile 15 Standort KG: Klosterneuburg                      | Stattliche ausgedehnte Vierflügelanlage mit zweigeschoßigen Hofarkaden von 1555 und 1604 | BDA-Hist.: Q38139103 Status: Bescheid Stand der BDA-Liste: 2025-06-30 Name: Bürgerhaus, ehem. Schiffsmeisterhaus GstNr.: 514 Schiffsmeisterhaus |
| ja    | Datei hochladen | Wohnhaus HERIS-ID: 12737 Objekt-ID: 8895                                                                                           | Wasserzeile 19 Standort KG: Klosterneuburg                      | Der Salzstadl ist ein an drei Seiten freistehender kastenförmiger Bau mit hohem Walmdach. Er stammt im Kern aus dem 15. Jahrhundert und weist Reste von Sgraffitogliederung auf. | BDA-Hist.: Q38139176 Status: Bescheid Stand der BDA-Liste: 2025-06-30 Name: Wohnhaus GstNr.: 521/1 Salzstadel Klosterneuburg |
| ja    | Datei hochladen | Bildstock Schwarzes Kreuz HERIS-ID: 12755 Objekt-ID: 8913                                                                          | Weinberggasse Standort KG: Klosterneuburg                       | Der wuchtige Tabernakelpfeiler wurde 1525 gestiftet und 1672 renoviert. | BDA-Hist.: Q38139728 Status: § 2a Stand der BDA-Liste: 2025-06-30 Name: Bildstock Schwarzes Kreuz GstNr.: 3248/1 Schwarzes Kreuz (Klosterneuburg) |
| ja    | Datei hochladen | Hauptgebäude der HBL für Wein- und Obstbau sowie 2 Persönlichkeitsdenkmale HERIS-ID: 50050 Objekt-ID: 54544                        | Wiener Straße 74 Standort KG: Klosterneuburg                    | Diese 1876/78 nach Plänen von Emanuel Trojan erbaute Schule ist die europaweit erste Fachschule auf dem Gebiet. Sie gliedert sich in einen dreigeschoßigen von Risaliten gegliederter Haupttrakt mit 1927/30 umgestalteter Fassade (keramisches Art-Déco-Portal), einem derzeitigen Zubau von Karl Stransky, und hofseitig 1929 errichtete Kelleranlagen. Im Garten befinden sich Denkmäler des ersten Direktors August Wilhelm von Babo und des Vorstandes Leonhard Roesler. | BDA-Hist.: Q128815279 Status: § 2a Stand der BDA-Liste: 2025-06-30 Name: Hauptgebäude der HBL für Wein- und Obstbau sowie 2 Persönlichkeitsdenkmale GstNr.: 94/1 Hauptgebäude der HBL für Wein- und Obstbau sowie 2 Persönlichkeitsdenkmale                                |
| ja    | Datei hochladen | Martin Aicher Säule HERIS-ID: 12748 Objekt-ID: 8906                                                                                | vor Wiener Straße 130 Standort KG: Klosterneuburg               | Der 1645 errichtete Tabernakelpfeiler weist mehrere Reliefs auf. | BDA-Hist.: Q38139521 Status: § 2a Stand der BDA-Liste: 2025-06-30 Name: Martin Aicher Säule GstNr.: 3050/39 Martin Aicher Säule, Klosterneuburg |
| ja    | Datei hochladen | Bürgerhaus, Haus Mazakarini HERIS-ID: 12739 Objekt-ID: 8897                                                                        | Wilhelm Lebsaft-Gasse 3 Standort KG: Klosterneuburg             | In der Substanz stammt das Gebäude aus dem 13. Jahrhundert (1276 wurde es urkundlich erwähnt), hat aber Bauteile und Ausstattung aus dem 13.–19. Jahrhundert. Archäologische Untersuchungen im Jahr 1979 förderten römische und hochmittelalterliche Funde zutage. Ab 14. Jahrhundert war es an das Kloster Pulgarn zinspflichtig und im Spätmittelalter Sitz einiger Stadtrichter. Im 16. Jahrhundert wurde es in der heutigen Form aus zwei Objekten errichtet. Es ist ein langgestrecktes zweigeschoßiges Bürgerhaus, das an der Fassade spätmittelalterliche und frühneuzeitliche Teile und Bemalungen aufweist.                                                                 | BDA-Hist.: Q38139220 Status: Bescheid Stand der BDA-Liste: 2025-06-30 Name: Bürgerhaus, Haus Mazakarini GstNr.: 212/1 Haus Mazakarini, Klosterneuburg |
| ja    | Datei hochladen | Wohnhaus, ehem. Freihof Dürnhof HERIS-ID: 12740 Objekt-ID: 8898                                                                    | Ziegelofengasse 2 Standort KG: Klosterneuburg                   | Der große stiftlicher Freihof stammt weitgehend 16./17. Jahrhundert und wurde im 18.–20. Jahrhundert verändert. Ursprünglich landesfürstlich, wurde das Gebäude nach 1529 als Freihof wieder aufgebaut und 1711 von Maria Dorothea Dietrichstein zu einem Landsitz ausgebaut. Ab 1770 gab es Nutzungen als Kaserne, ab 1802 auch als Offiziersschule, 1810–1919 als Trainzeugdepot. Es ist eine zweihöfige zweigeschoßige freistehende Anlage mit schlichten, ungegliederten Fassaden. Im Nordosten befindet sich ein barocker Kapellentrakt aus der 1. Hälfte des 18. Jahrhunderts.                                                                                                 | BDA-Hist.: Q38139267 Status: Bescheid Stand der BDA-Liste: 2025-06-30 Name: Wohnhaus, ehem. Freihof Dürnhof GstNr.: 843/1 Dürnhof Klosterneuburg |
| ja    | Datei hochladen | Straßenbrücke, Johannesbrücke HERIS-ID: 12747 Objekt-ID: 8905                                                                      | bei Albrechtsbergergasse 2 Standort KG: Klosterneuburg          | An der Abfahrt zur Hundskehle am nordwestlichen Abschluss des Rathausplatzes befindet sich eine seit dem 13. Jahrhundert nachweisbare und mehrfach veränderte tonnenunterwölbte Steinbrücke. 2018 drohte sie einzustürzen und wurde in der Folge originalgetreu renoviert. | BDA-Hist.: Q38139466 Status: § 2a Stand der BDA-Liste: 2025-06-30 Name: Straßenbrücke, Johannesbrücke GstNr.: 3143/1, 3165/1 Johannesbrücke, Klosterneuburg |
| ja    | Datei hochladen | Ehem. Florianihof, Alters- und Pflegeheim HERIS-ID: 8750 Objekt-ID: 4709                                                           | Bahngasse 3 Standort KG: Kritzendorf                            | Die dreigeschoßige Anlage wurde 1722 vermutlich nach Plänen von Jakob Prandtauer erbaut. | BDA-Hist.: Q38017328 Status: Bescheid Stand der BDA-Liste: 2025-06-30 Name: Ehem. Florianihof, Alters-u.Pflegeheim GstNr.: 161 Florianihof (Klosterneuburg) |
| ja    | Datei hochladen | Bauernhaus HERIS-ID: 8745 Objekt-ID: 4704                                                                                          | Bahngasse 6 Standort KG: Kritzendorf                            | Der zweigeschoßige Hauerhof mit Walmdach stammt im Kern aus dem 16./17. Jahrhundert. | BDA-Hist.: Q38017260 Status: § 2a Stand der BDA-Liste: 2025-06-30 Name: Bauernhaus GstNr.: 197 Bahngasse 6 (Klosterneuburg) |
| ja    | Datei hochladen | Schlierbacherhof, ehem. Lesehof HERIS-ID: 8749 Objekt-ID: 4708                                                                     | Bahngasse 14 Standort KG: Kritzendorf                           | Der zweigeschoßige Lesehof mit geknickter Straßenfront hat eine Bausubstanz aus dem 16. Jahrhundert. | BDA-Hist.: Q38017312 Status: Bescheid Stand der BDA-Liste: 2025-06-30 Name: Schlierbacherhof, ehem. Lesehof GstNr.: 189 Schlierbacherhof |
| ja    | Datei hochladen | Eisenfachwerkbrücke, Fußgängersteig HERIS-ID: 60002 Objekt-ID: 71751                                                               | bei Bahnhofplatz 7 Standort KG: Kritzendorf                     | Die eiserne Übergangsbrücke weist eine Laube auf Gusseisensäulen auf. | BDA-Hist.: Q38089633 Status: Bescheid Stand der BDA-Liste: 2025-06-30 Name: Eisenfachwerkbrücke, Fußgängersteig GstNr.: 1150/1 Eisenfachwerksteg Bahnhof Kritzendorf |
| ja    | Datei hochladen | Aufnahmsgebäude Kritzendorf HERIS-ID: 8747 Objekt-ID: 4706                                                                         | Bahnhofplatz 9 Standort KG: Kritzendorf                         | Es handelt sich um ein 1889 erbautes Aufnahmsgebäude mit einem Giebelrisaliten. Anmerkung: Geschützt ist das Aufnahmsgebäude auf der linken (westlichen) Seite (im Sinne des Verlaufs der Franz-Josefs-Bahn von Wien nach Gmünd), das gegenüberliegende rechte (östliche) Aufnahmsgebäude ist nicht geschützt. | BDA-Hist.: Q106812709 Status: Bescheid Stand der BDA-Liste: 2025-06-30 Name: Aufnahmsgebäude Kritzendorf GstNr.: 1152/2 Linkes Aufnahmsgebäude Kritzendorf |
| ja    | Datei hochladen | Wohnhaus, Katharinenhof HERIS-ID: 8748 Objekt-ID: 4707                                                                             | Hauptstraße 9 Standort KG: Kritzendorf                          | Dieser Wirtschaftshof aus dem 17. Jahrhundert weist Giebelkugel und Korbbogenportal auf. | BDA-Hist.: Q38017301 Status: Bescheid Stand der BDA-Liste: 2025-06-30 Name: Wohnhaus, Katharinenhof GstNr.: 243 Katharinenhof (Klosterneuburg) |
| ja    | Datei hochladen | Ehem. Villa Voelcker HERIS-ID: 8756 Objekt-ID: 4715seit 2013                                                                       | Hauptstraße 80 Standort KG: Kritzendorf                         | Vor Ort als „Villa Jacobsen“ bezeichnet. Der zweigeschoßige, späthistoristische Bau wurde 1871/72 von Emil von Förster errichtet. | BDA-Hist.: Q38017351 Status: Bescheid Stand der BDA-Liste: 2025-06-30 Name: Ehem. Villa Voelcker GstNr.: 86/3, 86/6 Villa Voelcker, Klosterneuburg |
| ja    | Datei hochladen | Edelhof, ehem. Fürstenzellerhof HERIS-ID: 59958 Objekt-ID: 71666                                                                   | Hauptstraße 93 Standort KG: Kritzendorf                         | Die mit 1584 bezeichnete dreiflügelige Anlage weist spätgotische Tür- und Fenstergewände auf. | BDA-Hist.: Q38089344 Status: Bescheid Stand der BDA-Liste: 2025-06-30 Name: Edelhof, ehem. Fürstenzellerhof GstNr.: 439 Edelhof (Klosterneuburg) |
| ja    | Datei hochladen | Wohnhaus, ehem. Hauerhof HERIS-ID: 13652 Objekt-ID: 9860                                                                           | Hauptstraße 97 Standort KG: Kritzendorf                         | Der Hauerhof stammt aus dem 16./17. Jahrhundert. Eine der Achsen springt turmartig hervor. | BDA-Hist.: Q38183105 Status: Bescheid Stand der BDA-Liste: 2025-06-30 Name: Wohnhaus, ehem. Hauerhof GstNr.: 444 |
| ja    | Datei hochladen | Bildstock Oberes Mohswinkler-Kreuz HERIS-ID: 8758 Objekt-ID: 4718                                                                  | bei Hauptstraße 125 Standort KG: Kritzendorf                    | Es besteht aus einem Pfeiler mit polygonalem Schaft, der mit 1678 bezeichnet ist. In der Nische befindet sich ein Keramikbild aus dem Jahr 1916. | BDA-Hist.: Q38017440 Status: § 2a Stand der BDA-Liste: 2025-06-30 Name: Bildstock Mohswinkler-Kreuz GstNr.: 1123/16 Oberes Mohswinklerkreuz |
| ja    | Datei hochladen | Kath. Pfarrkirche hl. Veit HERIS-ID: 8753 Objekt-ID: 4712                                                                          | Vitusplatz 1 Standort KG: Kritzendorf                           | Die spätgotische Saalkirche hat einen vorgestellten Westturm. | BDA-Hist.: Q1410449 Status: § 2a Stand der BDA-Liste: 2025-06-30 Name: Kath. Pfarrkirche hl. Veit GstNr.: 135 Pfarrkirche Kritzendorf |
| ja    | Datei hochladen | Villa Brunnenpark HERIS-ID: 8780 Objekt-ID: 4740                                                                                   | Brandmayerstraße 2 Standort KG: Weidling                        | Die spätbiedermeierlich-frühhistoristische Villa wurde im 20. Jahrhundert mehrfach erweitert. | BDA-Hist.: Q38018016 Status: Bescheid Stand der BDA-Liste: 2025-06-30 Name: Villa Brunnenpark GstNr.: 1547/1, 1547/2 |
| ja    | Datei hochladen | Villa Kronimus HERIS-ID: 8779 Objekt-ID: 4739                                                                                      | Feldergasse 25 Standort KG: Weidling                            | Diese secessionistische Villa wurde 1905/06 nach Plänen von Josef Wondrak erbaut. | BDA-Hist.: Q38017996 Status: Bescheid Stand der BDA-Liste: 2025-06-30 Name: Villa Kronimus GstNr.: 16/14 |
| ja    | Datei hochladen | Vivenothaus HERIS-ID: 8777 Objekt-ID: 4737                                                                                         | Hammer-Purgstall-Gasse 2 Standort KG: Weidling                  | Die ein- bis zweigeschoßige Anlage hat einen mittelalterlichen Haupttrakt und wurde im 17. Jahrhundert ausgebaut. | BDA-Hist.: Q38017945 Status: Bescheid Stand der BDA-Liste: 2025-06-30 Name: Vivenothaus GstNr.: 1571/5, 1571/2 Vivenothaus |
| ja    | Datei hochladen | Figurenbildstock hl. Johannes Nepomuk HERIS-ID: 8759 Objekt-ID: 4719                                                               | bei Hauptstraße 1 Standort KG: Weidling                         | Auf der mit 1722 bezeichneten Statue am Weidlingbach befinden sich die Wappen derer von Mannagetta und Lerchenau | BDA-Hist.: Q38017492 Status: § 2a Stand der BDA-Liste: 2025-06-30 Name: Figurenbildstock hl. Johannes Nepomuk GstNr.: 1632/35 Bildstock Johannes Nepomuk (Weidling) |
| ja    | Datei hochladen | Pfarrhof HERIS-ID: 8776 Objekt-ID: 4736                                                                                            | Hauptstraße 2 Standort KG: Weidling                             | Der zweigeschoßige Bau mit Walmdach wurde 1808 errichtet. | BDA-Hist.: Q38017935 Status: § 2a Stand der BDA-Liste: 2025-06-30 Name: Pfarrhof GstNr.: 1630/2 |
| ja    | Datei hochladen | Bauernhof (Anlage) HERIS-ID: 8775 Objekt-ID: 4735                                                                                  | Hauptstraße 6 Standort KG: Weidling                             | Der straßenparallele Streckhof hat eine Kernsubstanz aus dem 15./16. Jahrhundert. | BDA-Hist.: Q38017925 Status: § 2a Stand der BDA-Liste: 2025-06-30 Name: Bauernhof (Anlage) GstNr.: 1954 |
| ja    | Datei hochladen | Müllerhaus HERIS-ID: 8774 Objekt-ID: 4734                                                                                          | Hauptstraße 10 Standort KG: Weidling                            | Der ehemalige Hauerhof aus dem 17./18. Jahrhundert mit mittelalterlichem Kern wurde im 19. Jahrhundert umgebaut | BDA-Hist.: Q38017915 Status: § 2a Stand der BDA-Liste: 2025-06-30 Name: Müllerhaus GstNr.: 1624/5 |
| ja    | Datei hochladen | Kath. Pfarrkirche hll. Peter und Paul HERIS-ID: 8781 Objekt-ID: 4741                                                               | bei Hauptstraße 10 Standort KG: Weidling                        | Die Kirche ist im Kern gotisch, der dominante Südturm ist allerdings barockisiert. | BDA-Hist.: Q2555145 Status: § 2a Stand der BDA-Liste: 2025-06-30 Name: Kath. Pfarrkirche hll. Peter und Paul GstNr.: 1956 Weidlinger Pfarrkirche |
| ja    | Datei hochladen | Servitenhof, ehem. Lesehof HERIS-ID: 8773 Objekt-ID: 4733                                                                          | Hauptstraße 36 Standort KG: Weidling                            | Die 1734 erbaute Anlage mit zweigeschoßigem barockem Haupttrakt wurde später mehrfach umgebaut. | BDA-Hist.: Q38017874 Status: Bescheid Stand der BDA-Liste: 2025-06-30 Name: Servitenhof, ehem. Lesehof GstNr.: 1601/4 Servitenhof (Weidling) |
| ja    | Datei hochladen | Villa Olbricht HERIS-ID: 8769 Objekt-ID: 4729                                                                                      | Hauptstraße 52 Standort KG: Weidling                            | Die 1899 von Franz Olbricht erbaute klassizierende Villa weist offene Balkone über Doppelsäulen auf. | BDA-Hist.: Q38017733 Status: Bescheid Stand der BDA-Liste: 2025-06-30 Name: Villa Olbricht GstNr.: 627/3 Villa Olbricht |
| ja    | Datei hochladen | Villa Hampe, eh. Villa Fröschl HERIS-ID: 8768 Objekt-ID: 4728                                                                      | Hauptstraße 54 Standort KG: Weidling                            | Das zweigeschoßige Landhaus mit biedermeierlichem Mittelteil stammt aus der ersten Hälfte des 19. Jahrhunderts. | BDA-Hist.: Q38017694 Status: Bescheid Stand der BDA-Liste: 2025-06-30 Name: Villa Hampe, eh.Villa Fröschl GstNr.: 644/4 |
| ja    | Datei hochladen | Villa van Hamme HERIS-ID: 8770 Objekt-ID: 4730                                                                                     | Hauptstraße 56 Standort KG: Weidling                            | Die 1904 im Stil der Secession umgebaute Villa hat eine durchgehende Glasfront. | BDA-Hist.: Q38017800 Status: Bescheid Stand der BDA-Liste: 2025-06-30 Name: Villa van Hamme GstNr.: 681/4 |
| ja    | Datei hochladen | Villa Meran HERIS-ID: 8767 Objekt-ID: 4727                                                                                         | Herthergasse 5 Standort KG: Weidling                            | Der zweigeschoßige Bau mit Elementen des Secessionismus und des Neoklassizismus sowie dekorativen Karyatiden am Mansarddach wurde 1910 von Hans Prutscher errichtet. | BDA-Hist.: Q38017639 Status: Bescheid Stand der BDA-Liste: 2025-06-30 Name: Villa Meran GstNr.: 173/7 Villa Meran, Klosterneuburg |
| ja    | Datei hochladen | Landsitz, Ferienheim HERIS-ID: 8765 Objekt-ID: 4725                                                                                | Janschkygasse 6 Standort KG: Weidling                           | Die im 17. Jahrhundert errichtete Anlage der Familie von Managetta und Lerchenau wurde im 18. Jahrhundert umgebaut. | BDA-Hist.: Q38017569 Status: § 2a Stand der BDA-Liste: 2025-06-30 Name: Landsitz, Ferienheim GstNr.: 1622/3 Landsitz Janschkygasse 6 |
| ja    | Datei hochladen | Villa Janschky HERIS-ID: 8766 Objekt-ID: 4726                                                                                      | Klosterneuburger Gasse 2 Standort KG: Weidling                  | Die hakenförmige Anlage wurde 1868 nach Plänen von August Siccard von Siccardsburg errichtet. | BDA-Hist.: Q38017579 Status: Bescheid Stand der BDA-Liste: 2025-06-30 Name: Villa Janschky GstNr.: 8/2 Villa Janschky |
| ja    | Datei hochladen | Villa Prack HERIS-ID: 8761 Objekt-ID: 4721                                                                                         | Lenaugasse 28 Standort KG: Weidling                             | Die im späten 19. Jahrhundert erbaute späthistoristische Villa ist von einem weitläufigen Park mit ornamental gestaltetem Schmiedeeisengitter umgeben. | BDA-Hist.: Q38017510 Status: Bescheid Stand der BDA-Liste: 2025-06-30 Name: Villa Prack GstNr.: 171/3, 171/2 Villa Prack |
| ja    | Datei hochladen | Friedhof christlich HERIS-ID: 8763 Objekt-ID: 4723                                                                                 | Lenaugasse 28a Standort KG: Weidling                            | 1713 wurde er als Pestfriedhof errichtet. Hier befindet sich unter anderem die Grabstätte von Nikolaus Lenau. | BDA-Hist.: Q38017541 Status: § 2a Stand der BDA-Liste: 2025-06-30 Name: Friedhof christlich GstNr.: 1613 Friedhof Weidling (Klosterneuburg) |
| ja    | Datei hochladen | Volksschule HERIS-ID: 8782 Objekt-ID: 4742                                                                                         | Löblichgasse 1 Standort KG: Weidling                            | Die Schule wurde 1876 errichtet und 1911 umgebaut. Betont ist der Mittelrisalit mit dem Portal. | BDA-Hist.: Q38018057 Status: § 2a Stand der BDA-Liste: 2025-06-30 Name: Volksschule GstNr.: 111/44 Volksschule Weidling (Klosterneuburg) |
| ja    | Datei hochladen | Villa Reicher HERIS-ID: 8762 Objekt-ID: 4722                                                                                       | Rathgasse 28 Standort KG: Weidling                              | Der zweigeschoßige kubische Bau wurde 1886 vom Stadtbaumeister Jäger errichtet. | BDA-Hist.: Q38017531 Status: Bescheid Stand der BDA-Liste: 2025-06-30 Name: Villa Reicher GstNr.: 523/65 Villa Reicher |
| ja    | Datei hochladen | Ortskapelle Mariae Namen HERIS-ID: 8741 Objekt-ID: 4700                                                                            | Steinrieglstraße 100 Standort KG: Weidlingbach                  | Der schlichte Rechteckbau mit Giebelreiter wurde 1932 von Josef Schömer errichtet. | BDA-Hist.: Q38017101 Status: § 2a Stand der BDA-Liste: 2025-06-30 Name: Ortskapelle Mariae Namen GstNr.: 189/13 Kapelle Mariä Namen (Weidlingbach) |
| ja    | Datei hochladen | Kriegerdenkmal HERIS-ID: 99084 Objekt-ID: 115104                                                                                   | Standort KG: Weidlingbach                                       | Das Wienerwald-Heldendenkmal, 1916 von Soldaten der österreichisch-ungarischen Armee in ihrer Freizeit nach Plänen des Landsturmoberleutnants Engelbert Robert Tula errichtet, ist eines der frühesten im Ersten Weltkrieg entstandenen Gedenkstätten für gefallene Soldaten. | BDA-Hist.: Q2569186 Status: § 2a Stand der BDA-Liste: 2025-06-30 Name: Kriegerdenkmal GstNr.: 332/2 Wienerwald-Heldendenkmal |